# Biserica Franciscană din Cluj-Napoca
Biserica Franciscană din Cluj-Napoca este unul din cele mai vechi și mai semnificative lăcașuri de cult clujene, situat în actuala Piața Muzeului nr. 2 (fosta Piața Mică, Piața Carolina, Piața Dimitrov). Hramul bisericii este pe 5 august, de sărbătoarea „Maria Zăpezii” (sfințirea Bazilicii Santa Maria Maggiore din Roma). Edificiul se află înscris în lista monumentelor istorice sub cod LMI CJ-II-m-A-07305.01.

## Istorie
Inițial pe acest loc a existat o mai veche biserică romano-catolică, prima din Cluj, ridicată în sec. XI-XII, dar distrusă în timpul marii invazii a tătarilor (1241). După distrugerea acesteia, pe locul ei a fost ridicată în perioada 1260-1290 actuala biserică. 
Lăcașul de cult a fost proiectat într-un stil romanic târziu. Se presupune că la început ea a fost o parohie mică, primită în folosință de călugării romano-catolici dominicani în 1390. În 1442 dominicanii au inițiat o serie de măsuri de dezvoltare a parohiei: biserica a fost lărgită (lucrări în stil gotic) și a fost ridicată o mănăstire lângă biserică, cu sprijinul guvernatorului Ioan de Hunedoara.
Odată cu alungarea ordinelor religioase catolice de către protestanți în martie 1556, clădirea mănăstirii nu a mai fost folosită cu scop religios. Până în 1557 în clădire a locuit regina Ungariei Izabella, după care lăcașul a fost transformat în școală (unitariană din 1568). Din 1609, conform cu dorința principelui Gabriel Báthory, clădirea a fost donată cultului reformat-calvin. În 1693 a fost instaurată dominația Casei de Habsburg, iar biserica și mănăstirea au fost retrocedată Bisericii Romano-Catolice, ele fiind folosite de iezuiți. Aceștia vor înființa în clădire o școală proprie. Școala iezuiților a funcționat aici până în anul 1725, când iezuiții au finalizat construcția propriului colegiu și a propriei biserici (Biserica Universității din Cluj, Convictus Nobilium din Cluj), fapt care a facilitat revenirea franciscanilor în oraș.
Odată cu anul 1728 franciscanii inițiază o campanie de restaurare a bisericii în care construiesc turnul din fațada vestică în stil baroc și refac interiorul prin boltiri tipice baroce la o cotă mai joasă decât vechea acoperire gotică prăbușită la acel moment. Din literatura de specialitate rezultă că pe șantierul bisericii a lucrat o perioadă îndelungată meșterul Konrad Hammer, căruia i se atribuie - în 1728 și între 1734-1745 - boltirea bisericii și construirea turnului monumental.
Altarul baroc al iezuiților a fost mutat în Biserica Franciscană din Mediaș, unde se află până în prezent.
Din 1898 în fața bisericii se află amplasat Obeliscul Carolina, după mutarea sa din Piața Unirii.
În interiorul mănăstirii se afla o bibliotecă vestită a franciscanilor, colecție care depășea o mie de volume. În perioada anilor 1906 - 1948 în mănăstire a funcționat tipografia Sfântul Bonaventura, care tipărea diverse reviste religioase („Lumea catolică”, „Sfânta Cruce”, ș.a.).
Ultimele restaurări ale edificiului au fost efectuate în perioada 1976-1978, urmate apoi de altele în 1980-1986. Cu aceste ocazii au fost redescoperite o serie de elemente gotice ale lăcașului. În 1949 lăcașul a devenit biserică parohială, după ce autoritățile comuniste au decis să dizolve ordinul franciscanilor în România. Doar după 1990 biserica a redevenit biserică de mănăstire. După ce autoritățile comuniste au desființat ordinele religioase, clădirea mănăstirii a adăpostit „Școala de Muzică”, devenită ulterior „Liceul de Muzică Sigismund Toduță”, care există și astăzi.

## Descriere

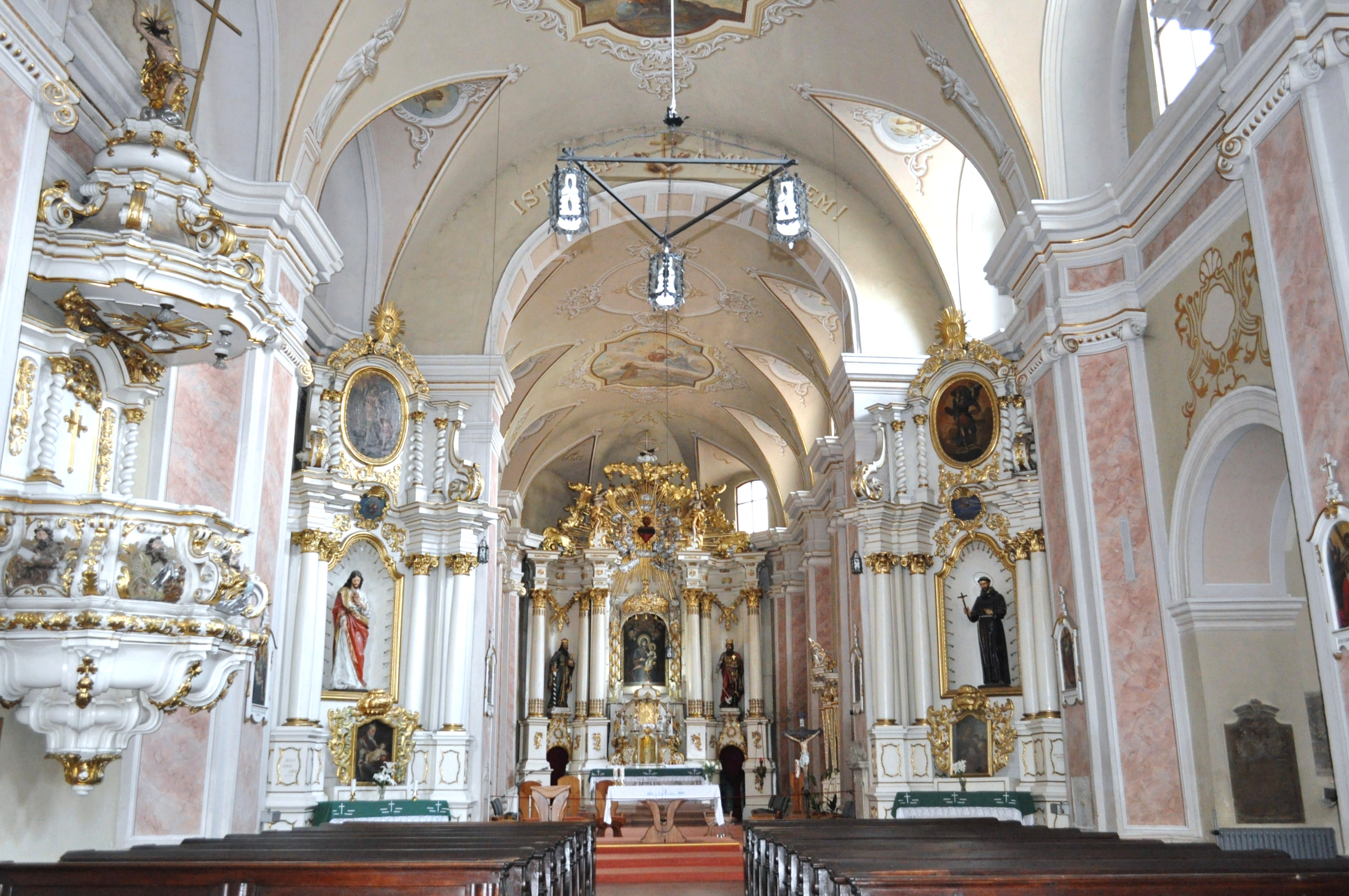
Nava spre altarul principal

Deasupra intrării în lăcaș se află statuia Fecioarei Maria (vezi foto), protectoare a bisericii. Pe frontispiciu sunt amplasate 2 opere ale sculptorului Johannes Nachtigall: statuia Sfântului Francisc și statuia Sfântului Anton. 
În interior se poate admira amvonul, o altă lucrare a lui Johannes Nachtigall. Amvonul a fost decorat cu o reprezentare a lui Isus înconjurat de cei patru evangheliști. Pe coroana amvonului este înfățișată urcarea la cer a lui Isus, iar pe altarul principal este o reproducere făcută în 1730 după un tablou din biserica „Santa Maria Maggiore”, din Roma, care o reprezintă pe Sf. Maria. 
Pe partea din sud a bisericii sunt trei capele, fiecare dintre ele având dedesubt înmormântate diferite personalități. Cea estică a fost destinată familiei guvernatorului Sigismund Kornis (care a donat bisericii o reprezentare a Mântuitorului răstignit pe cruce), al cărei autor nu este cunoscut. Celelalte două capele au fost denumite Sf. Ștefan, respectiv Sf. Iosif.

## Imagini din exterior

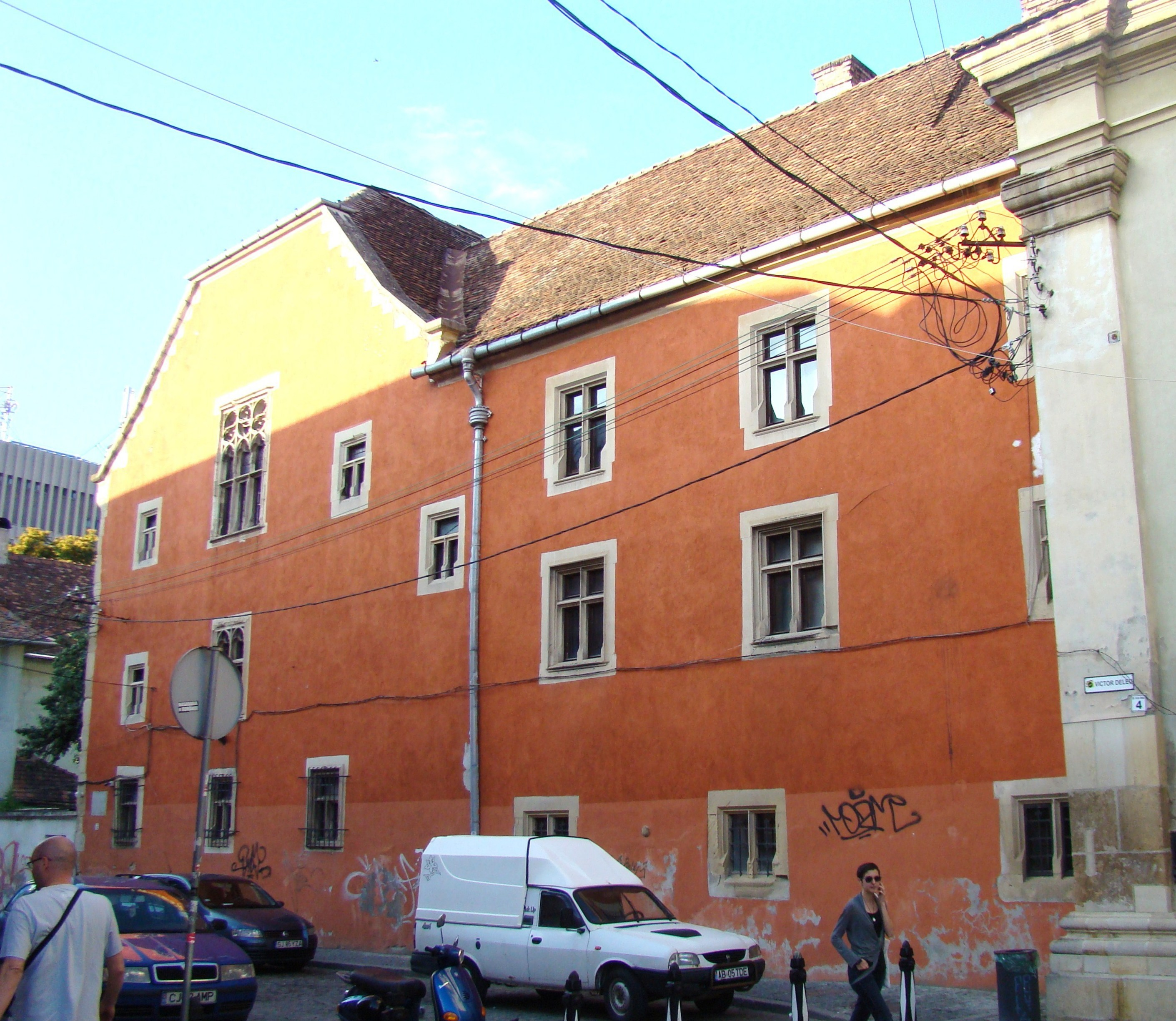
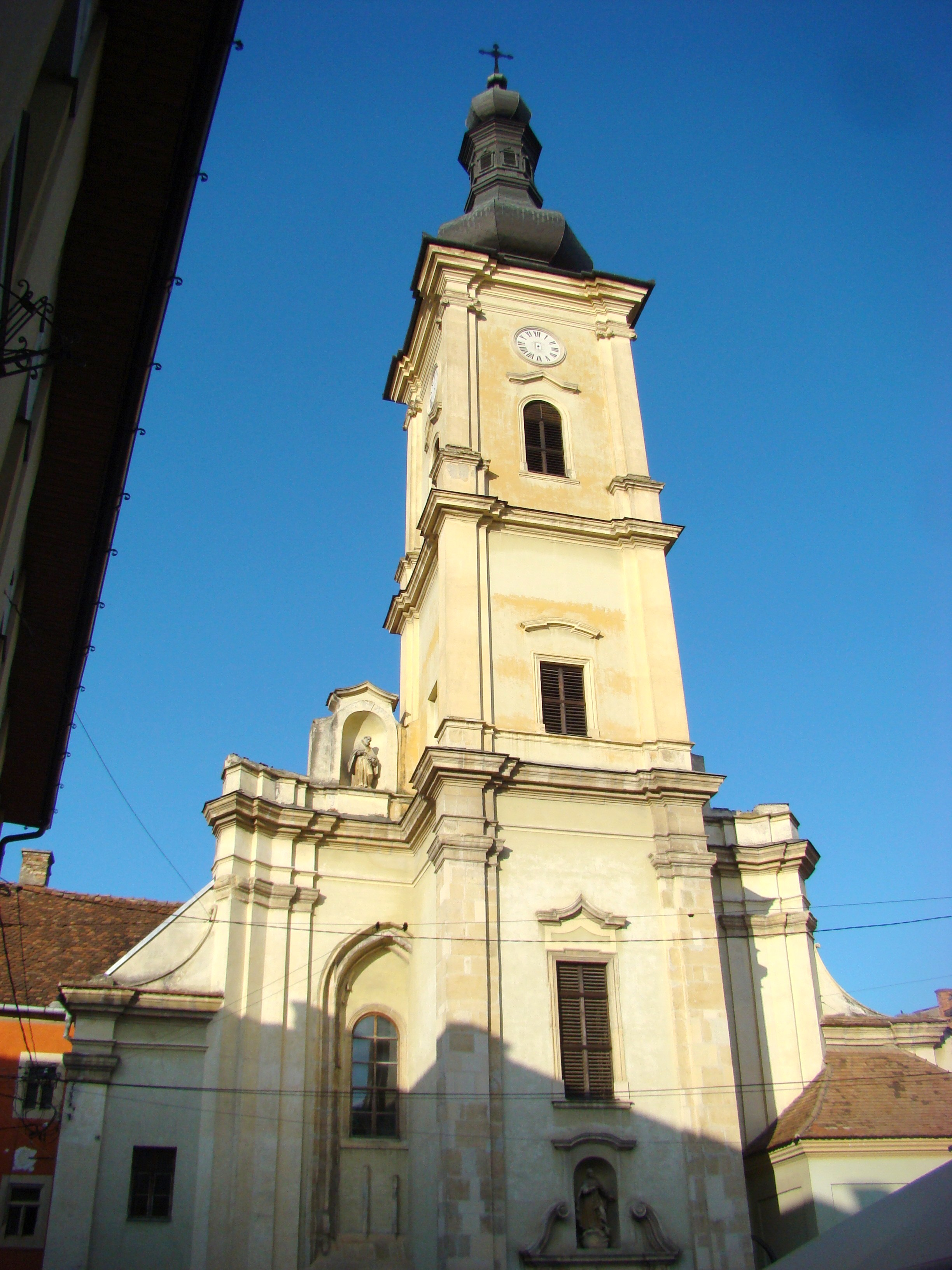
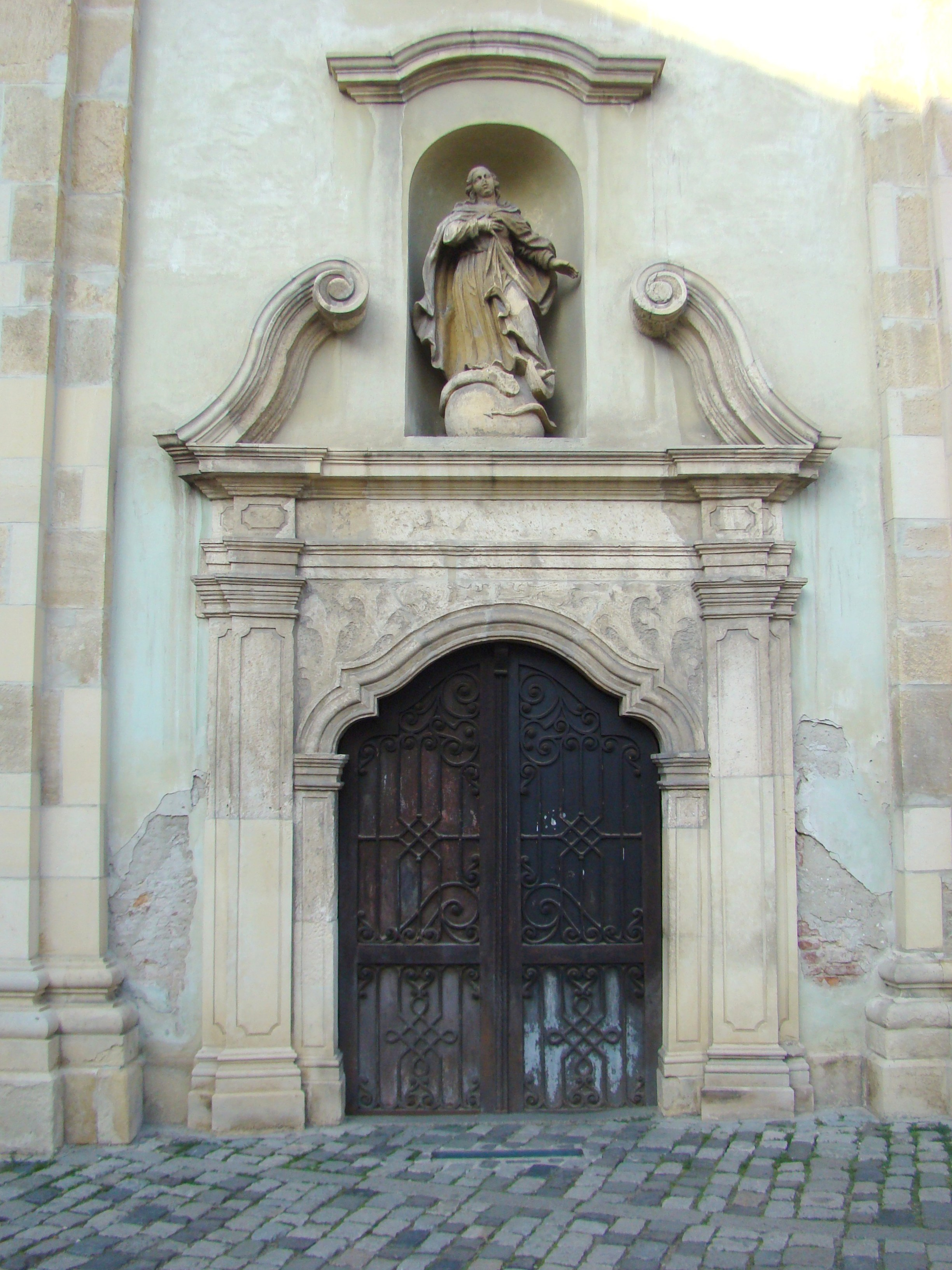
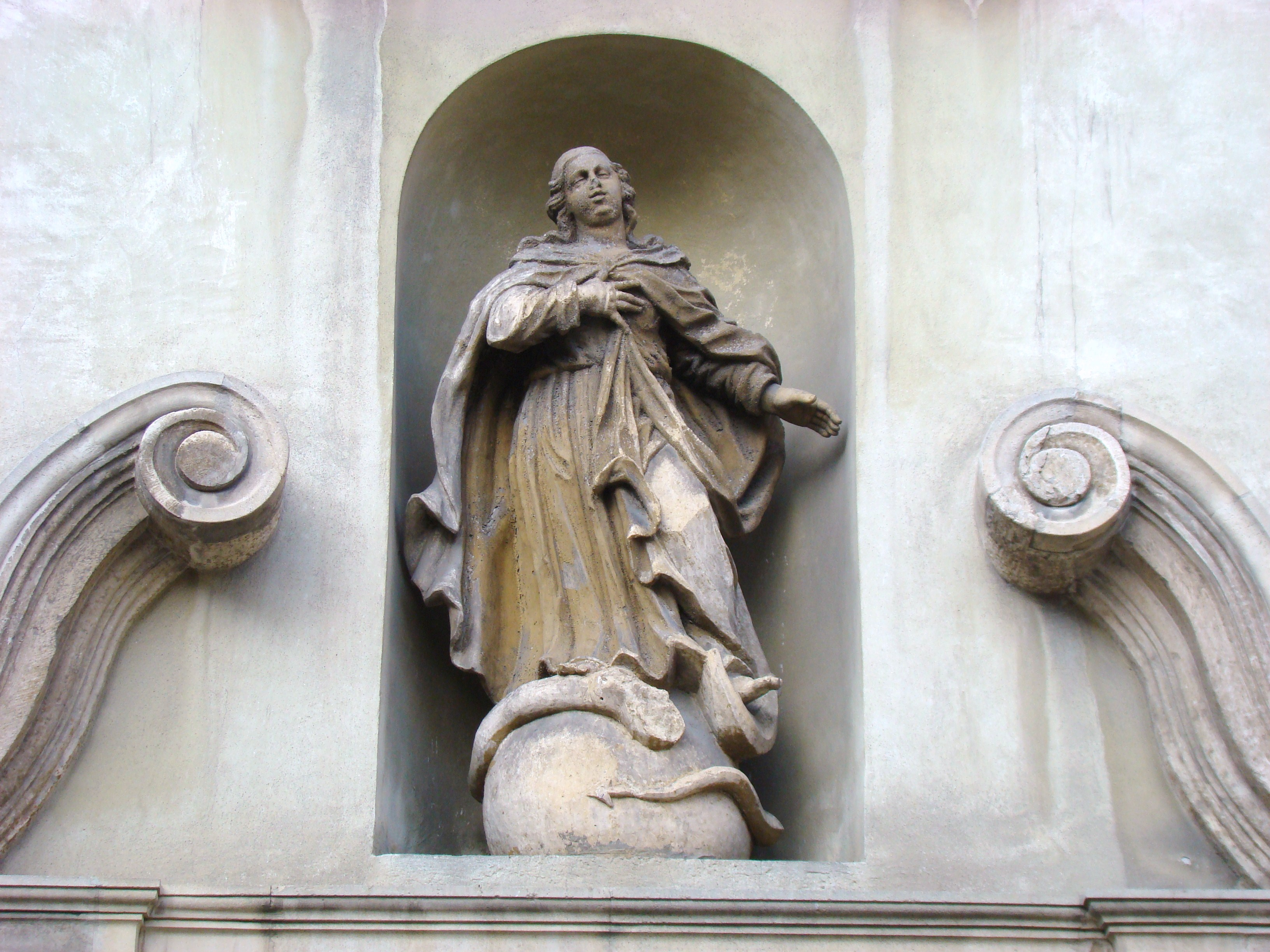
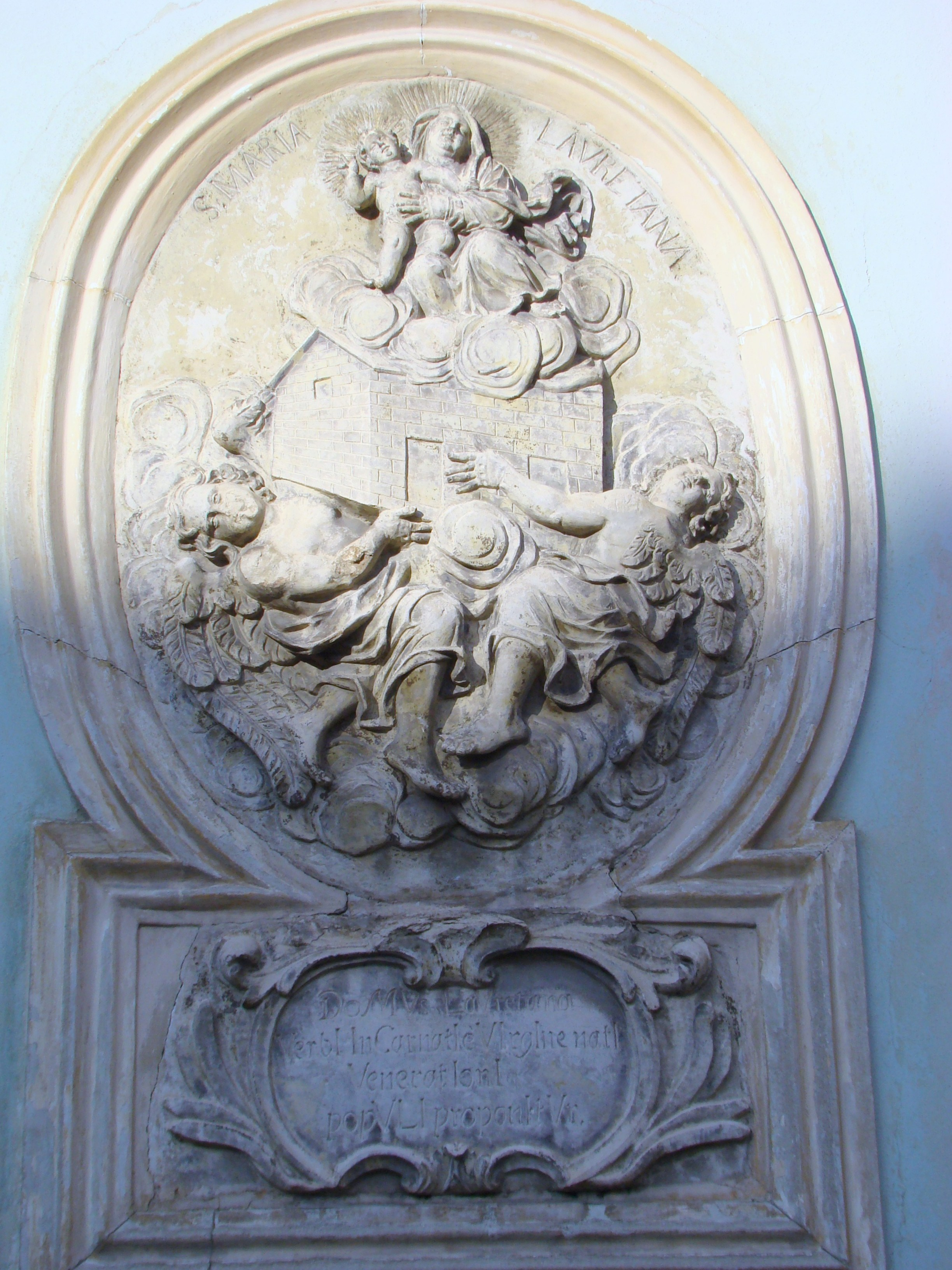
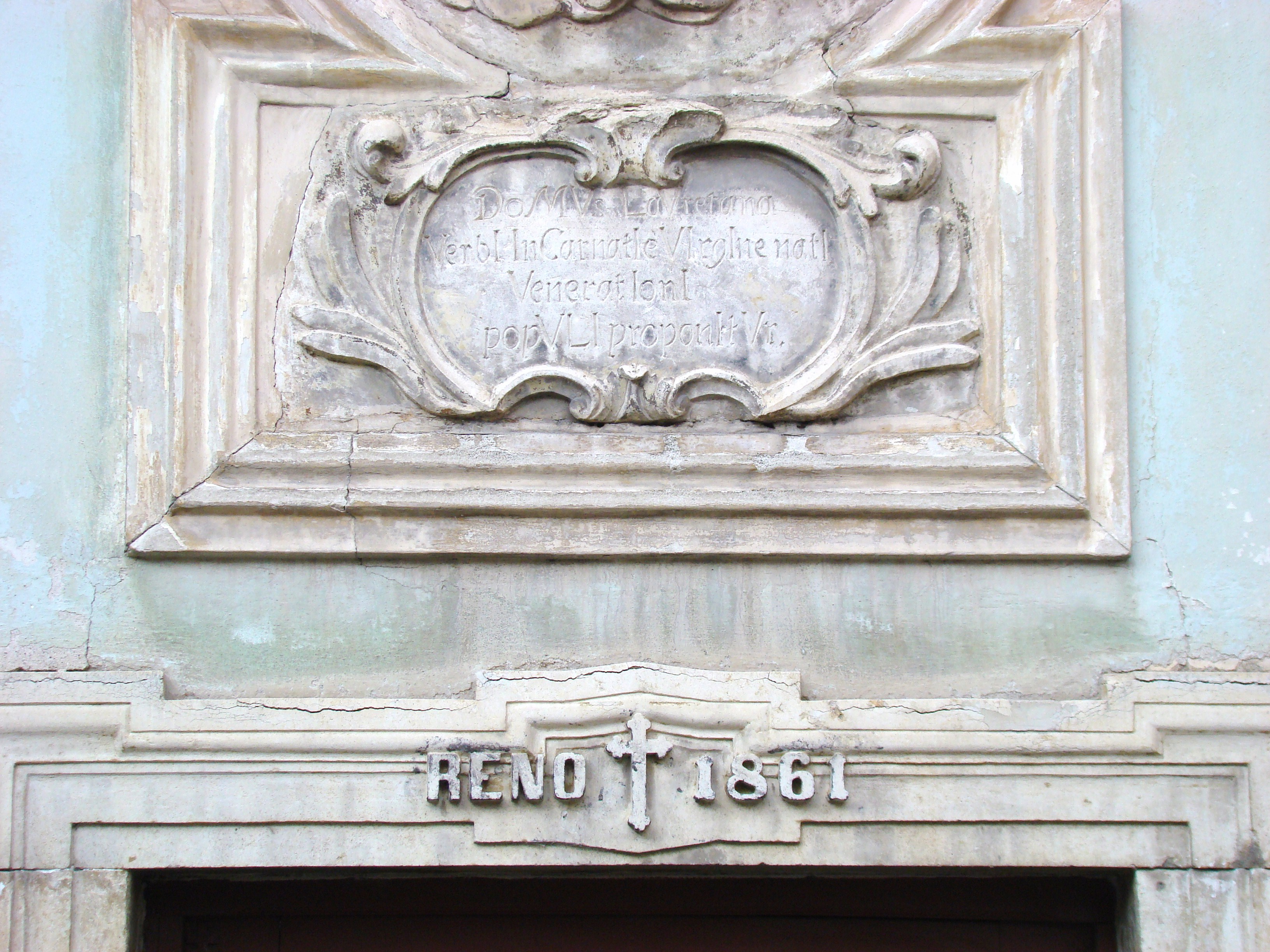
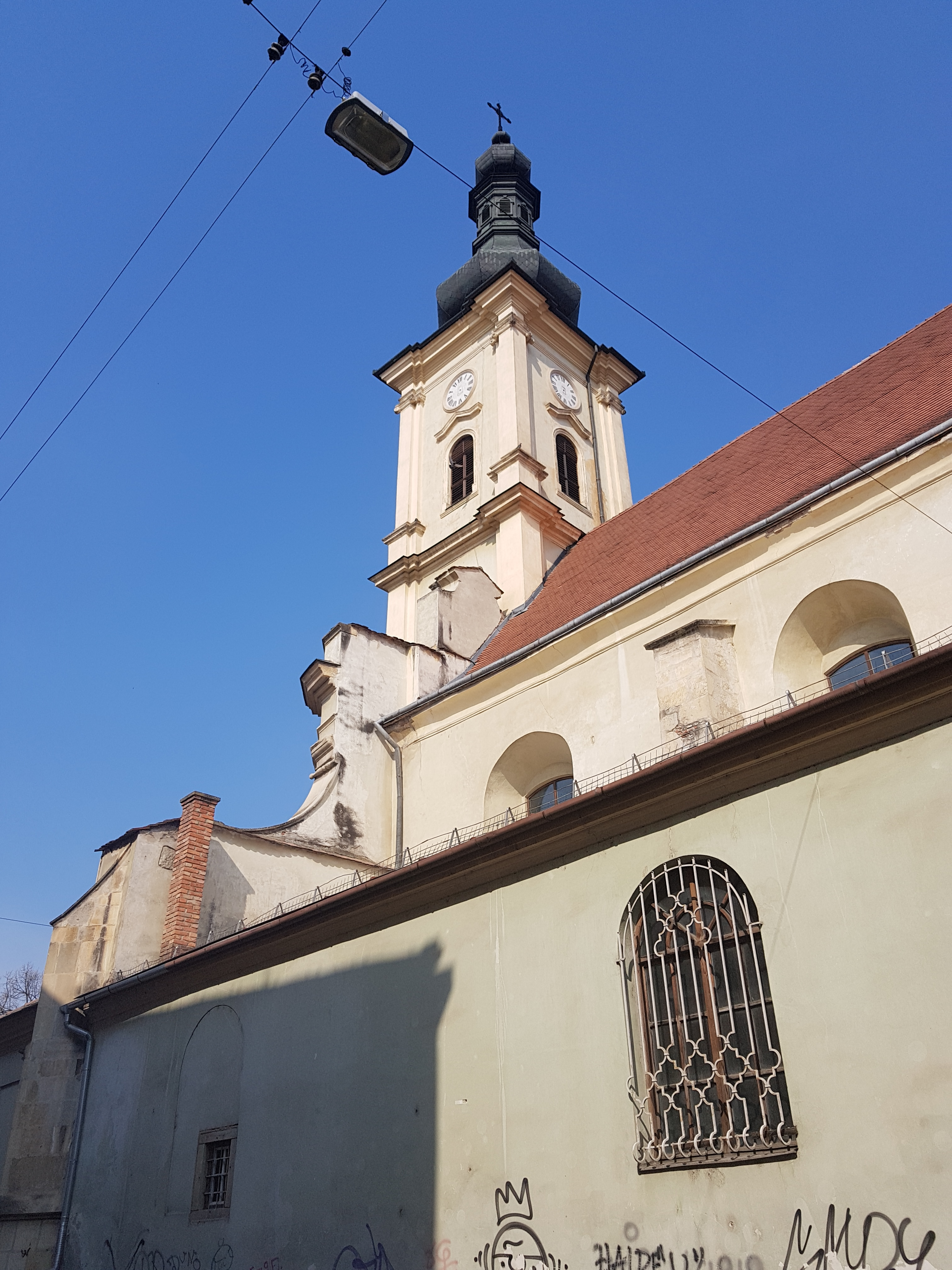
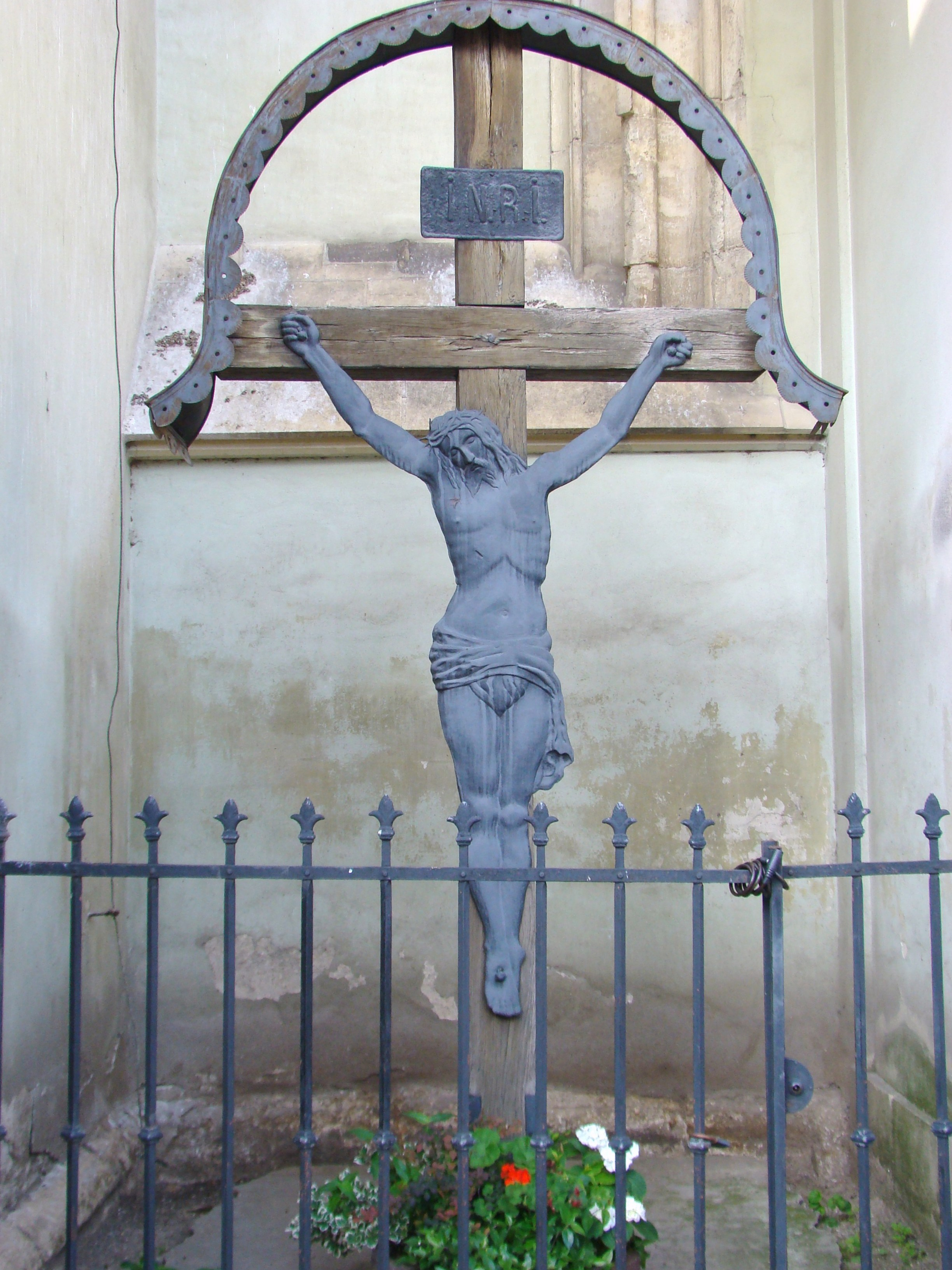
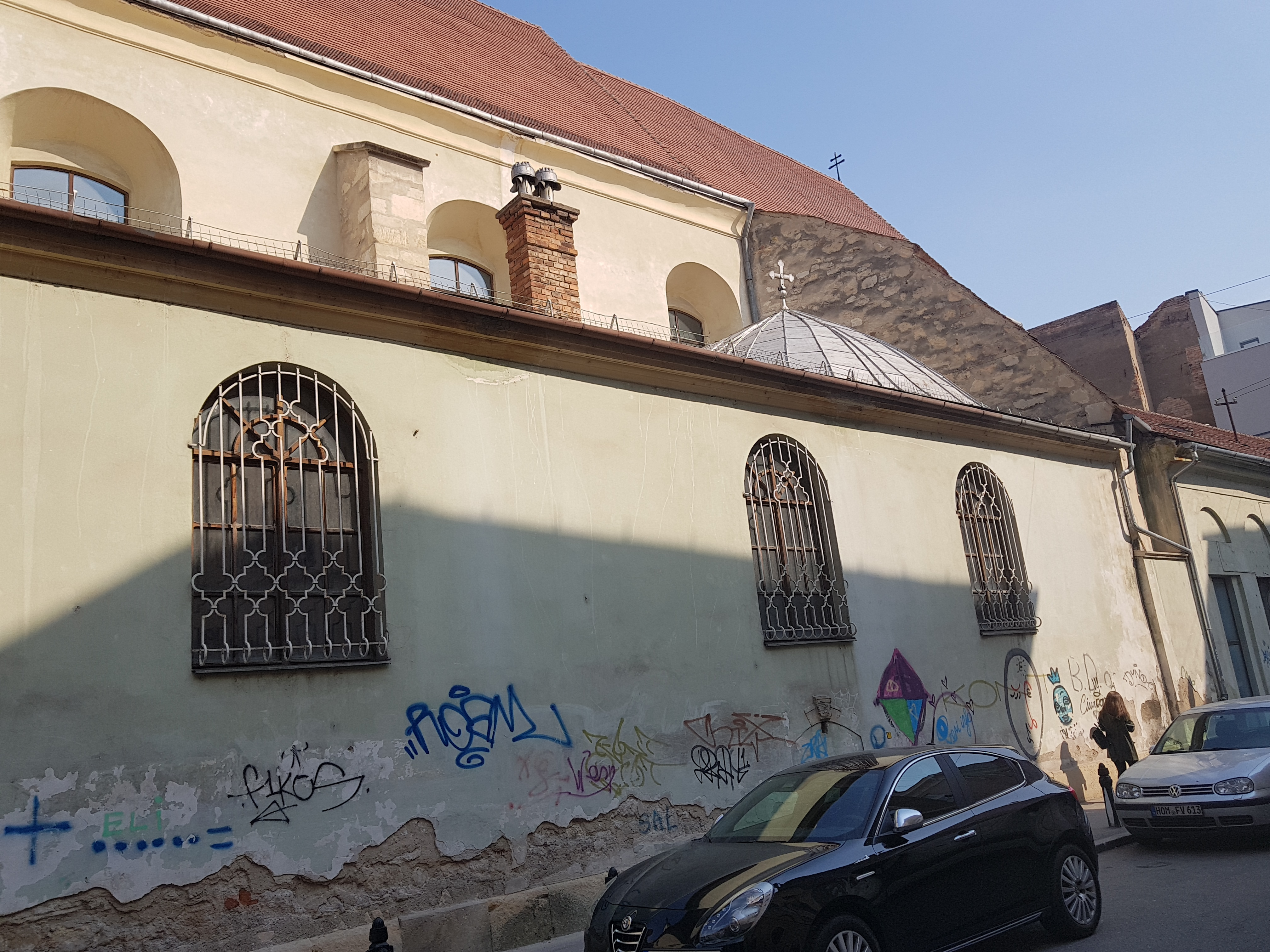
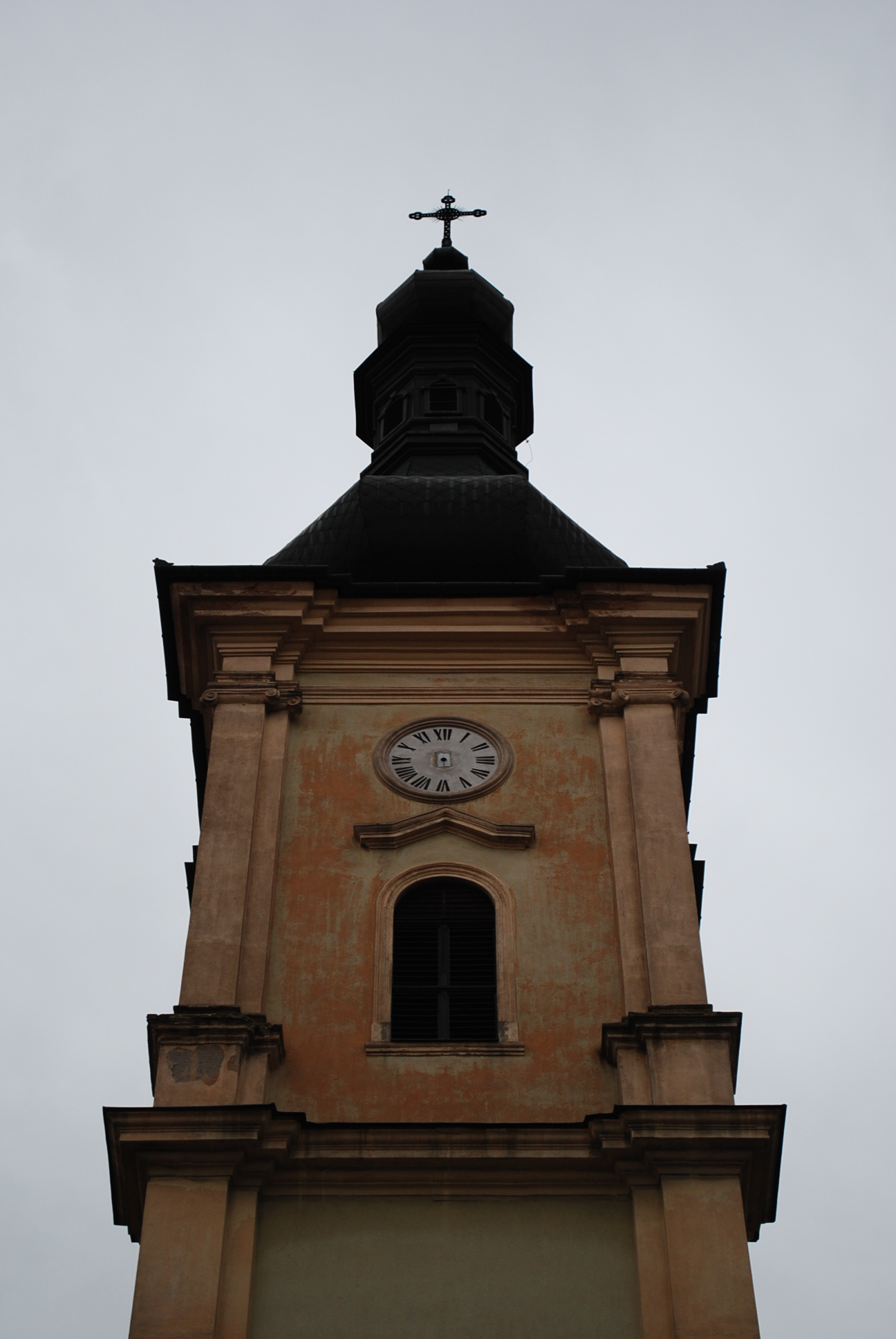
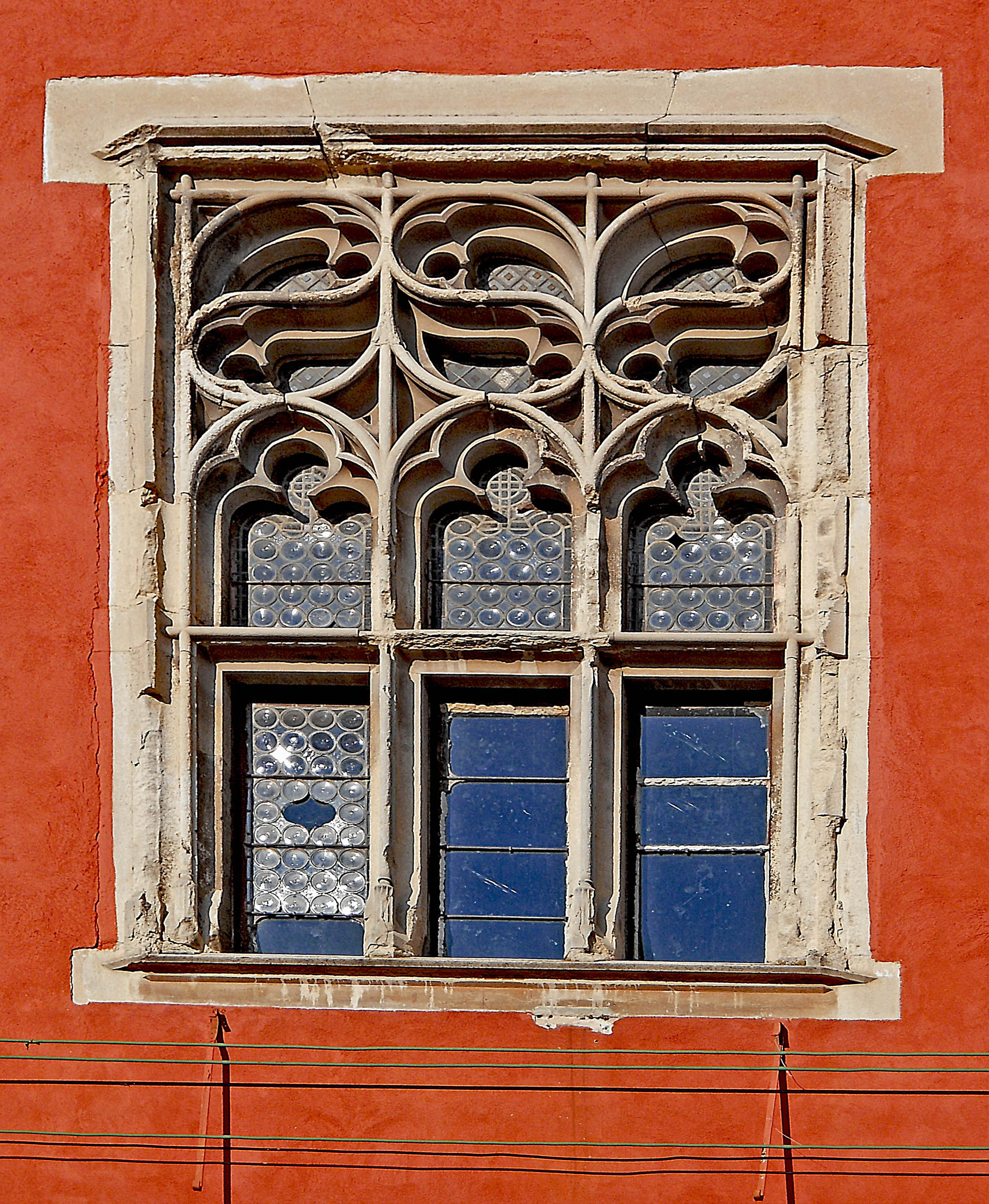
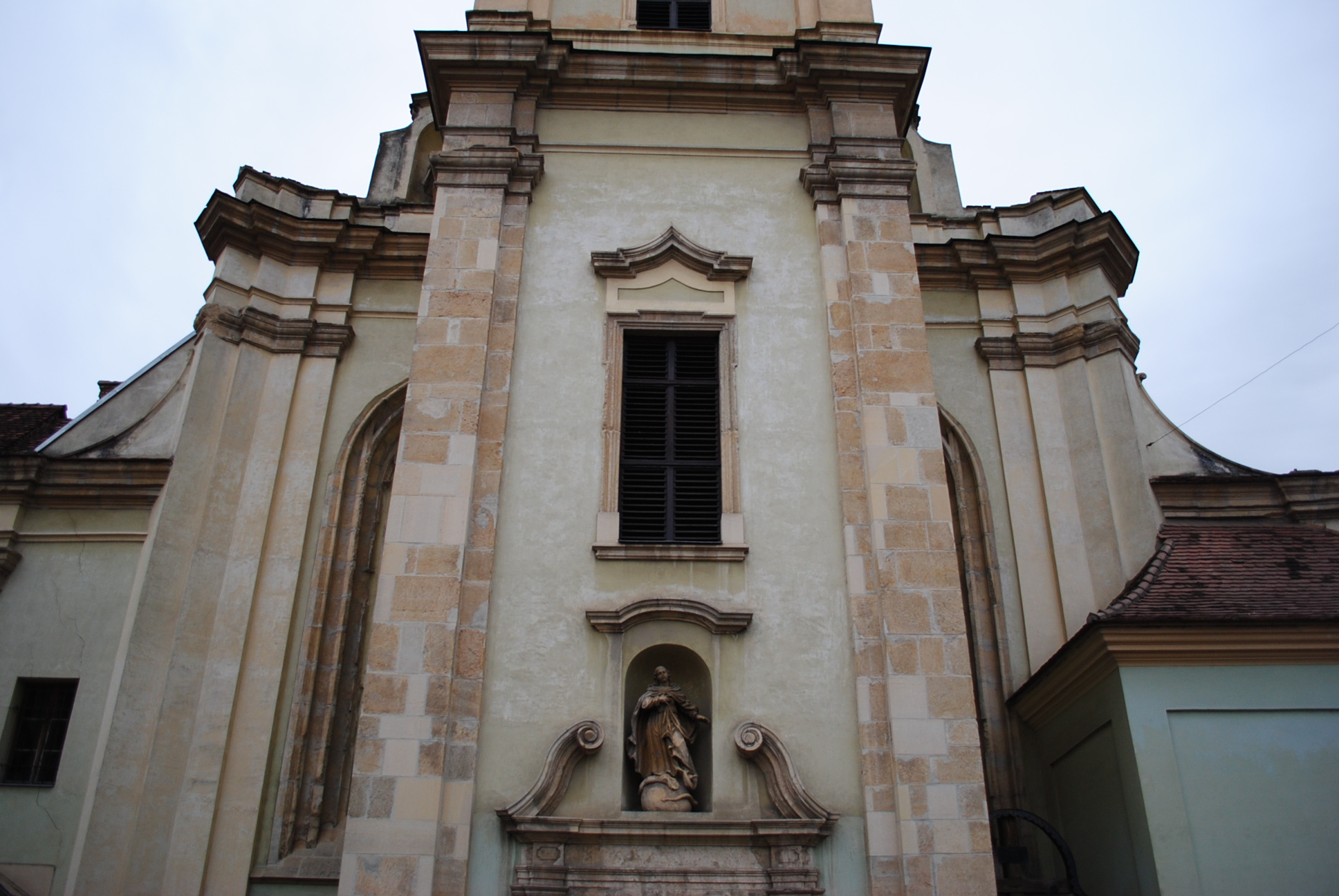

## Imagini din interior

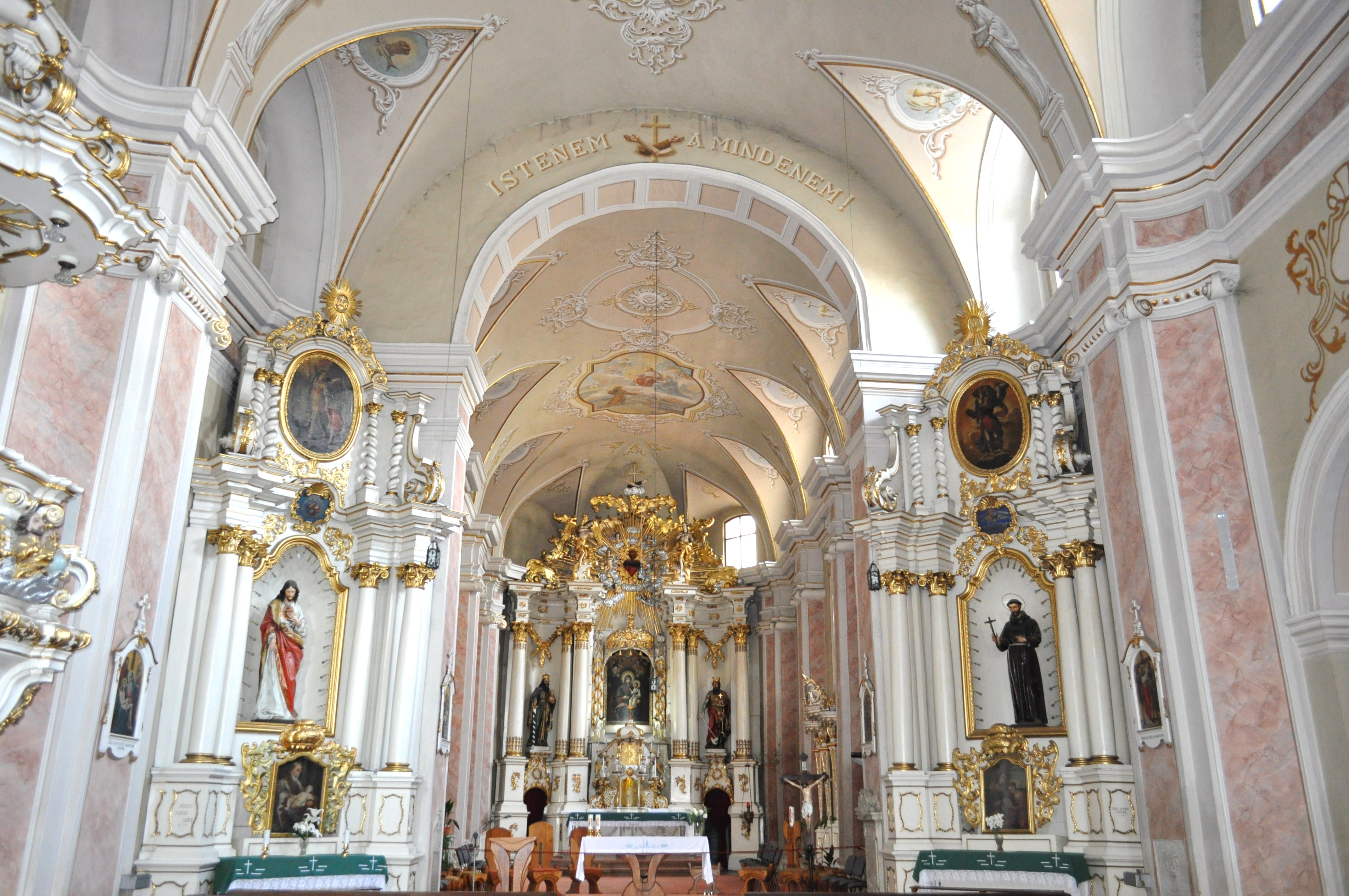
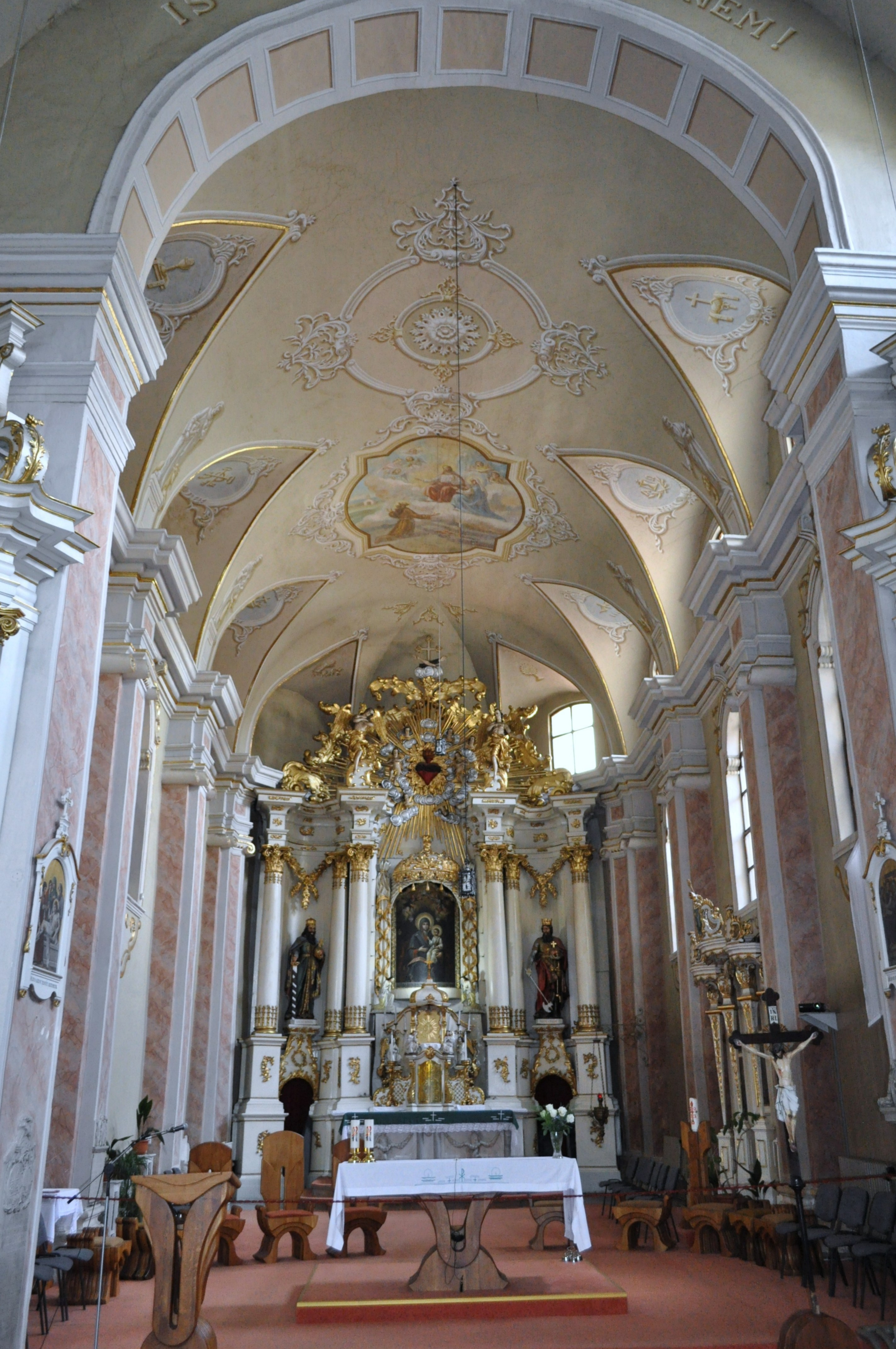
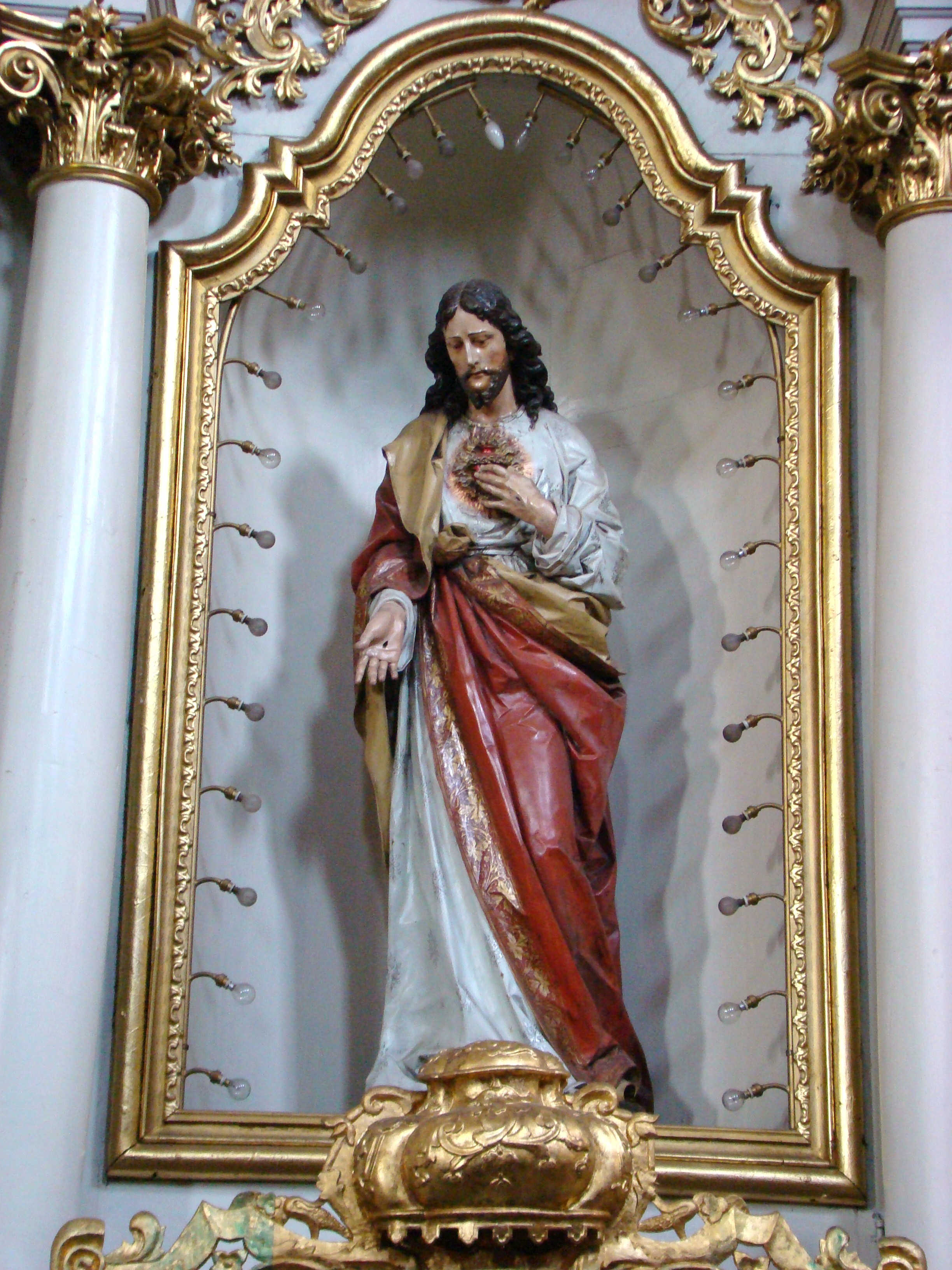
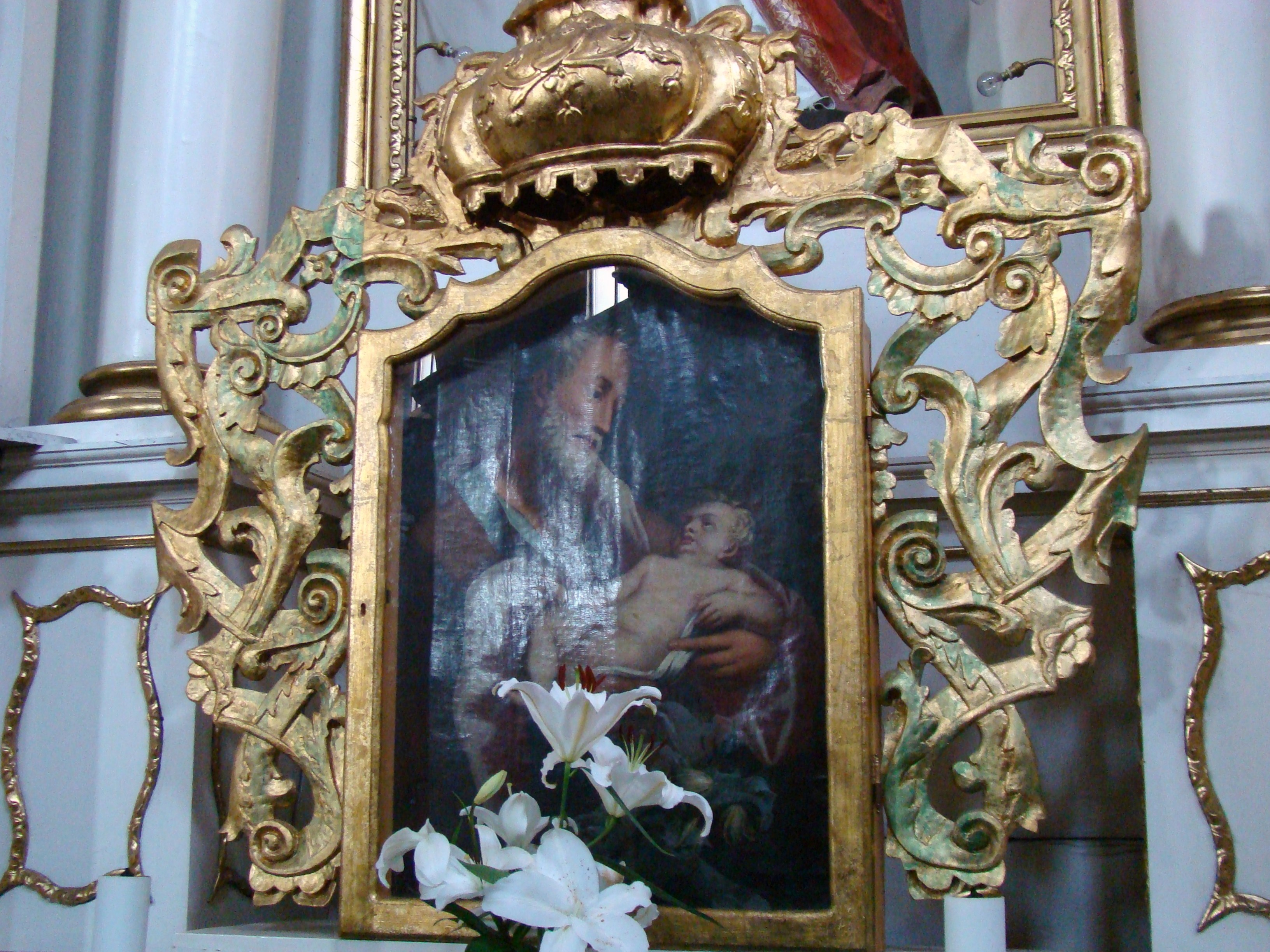
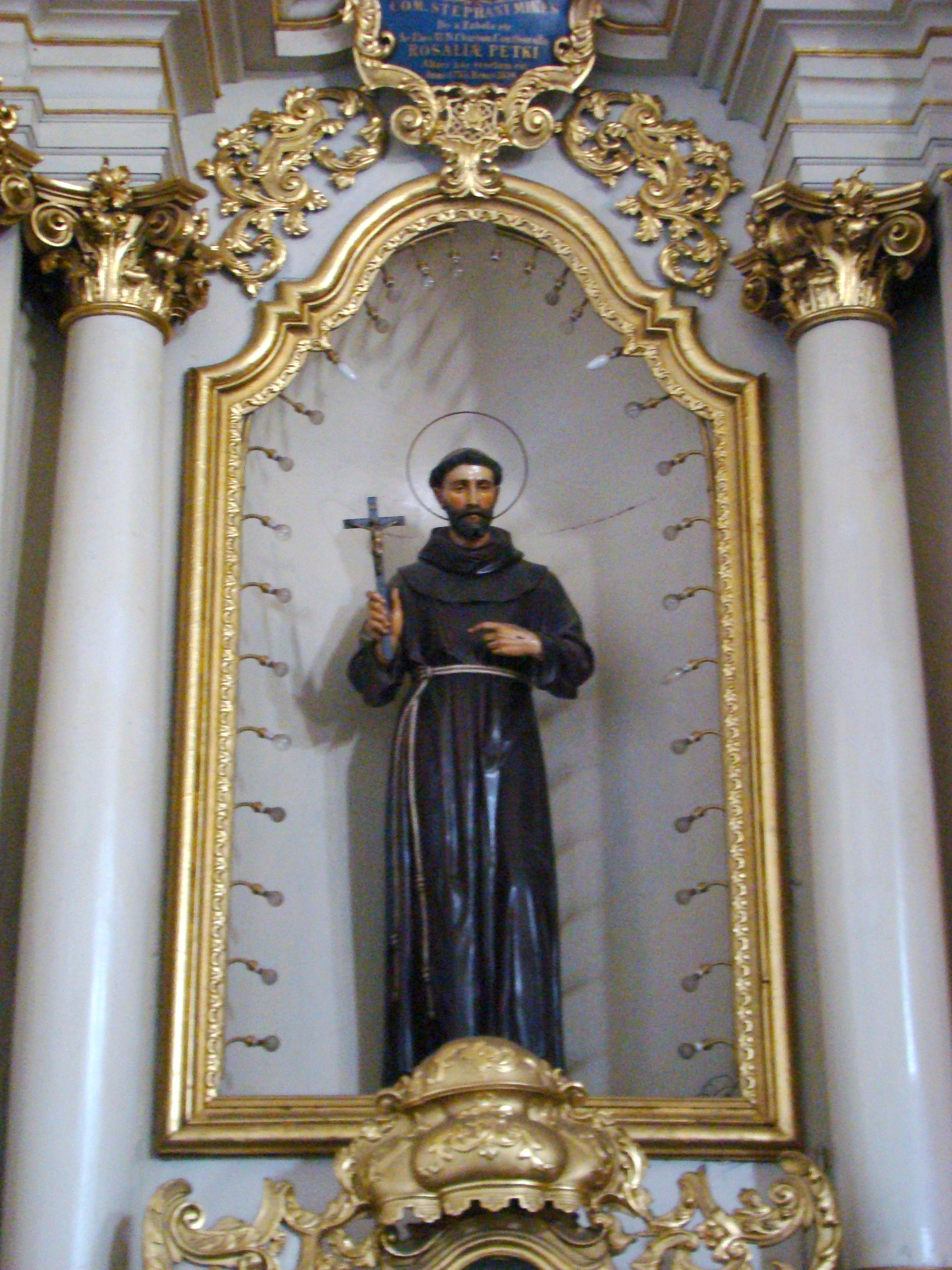
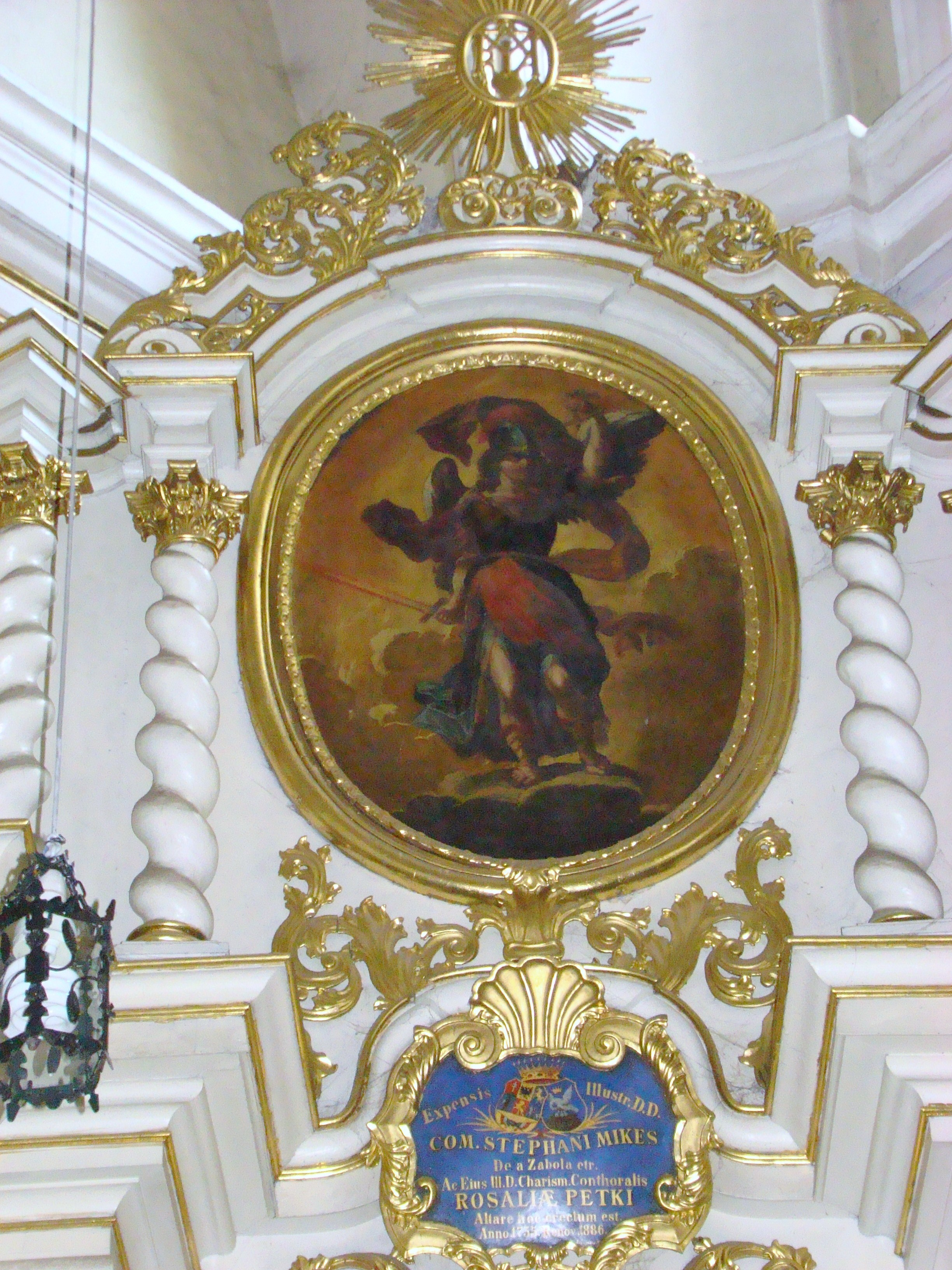
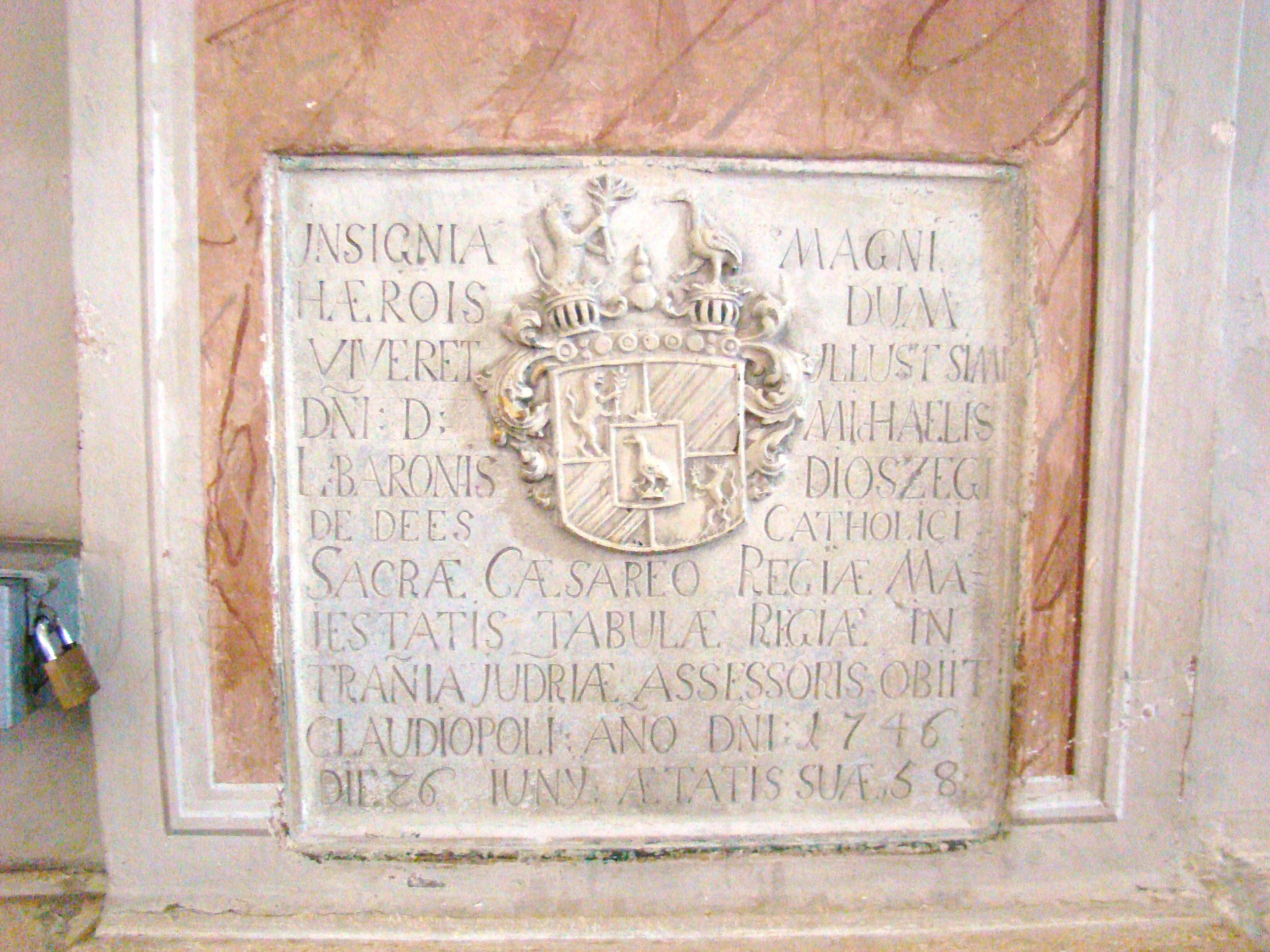
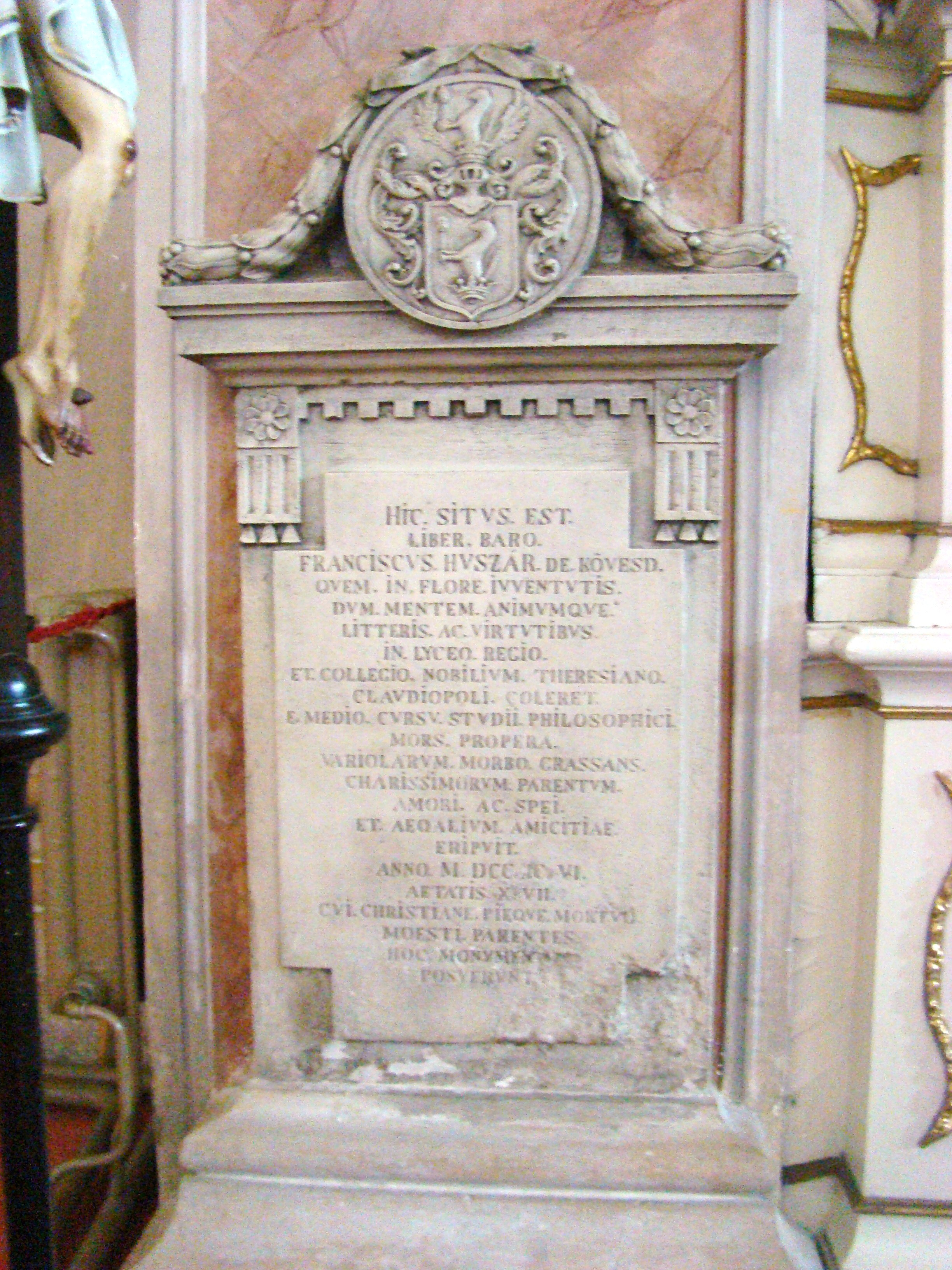
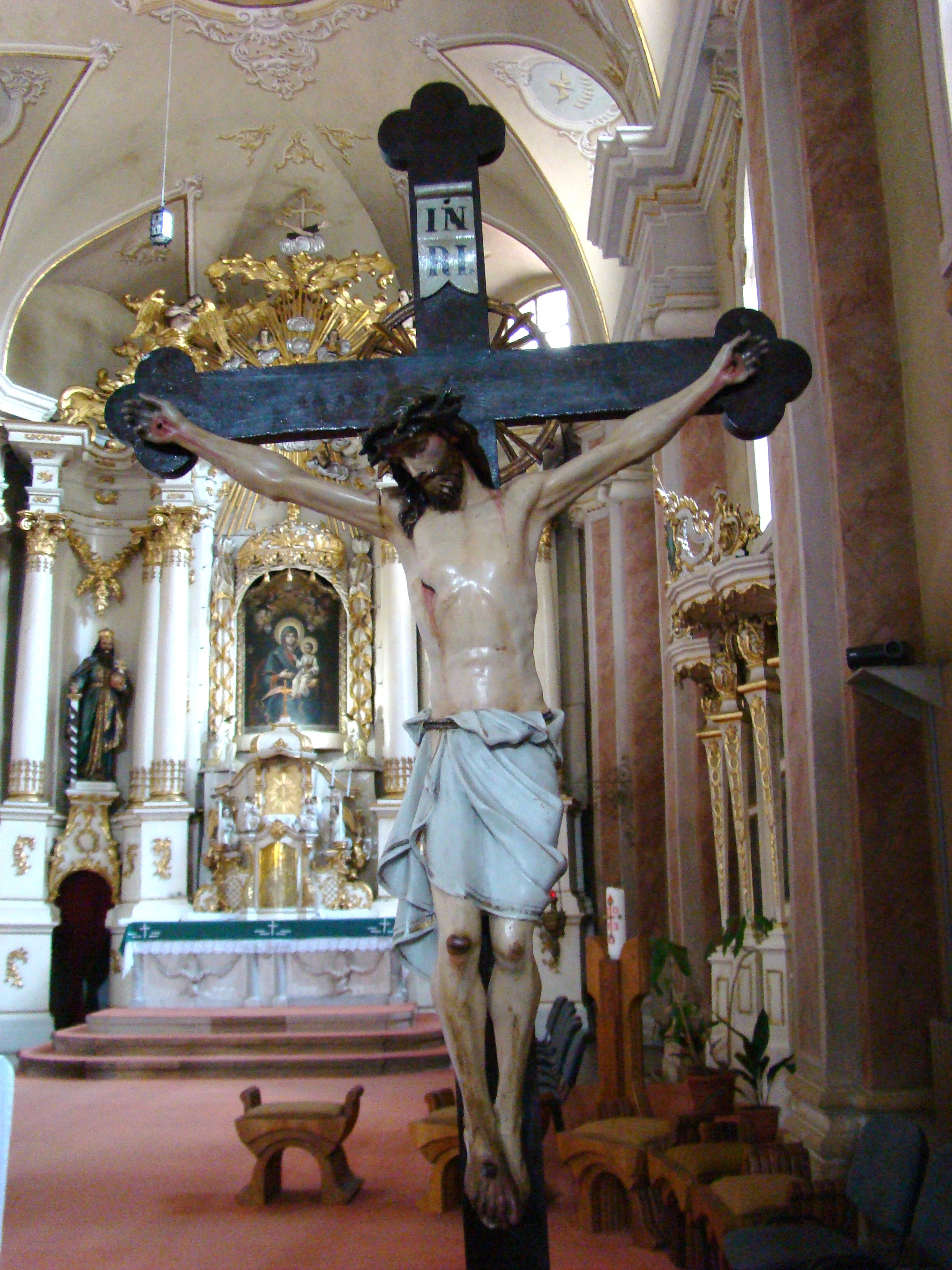
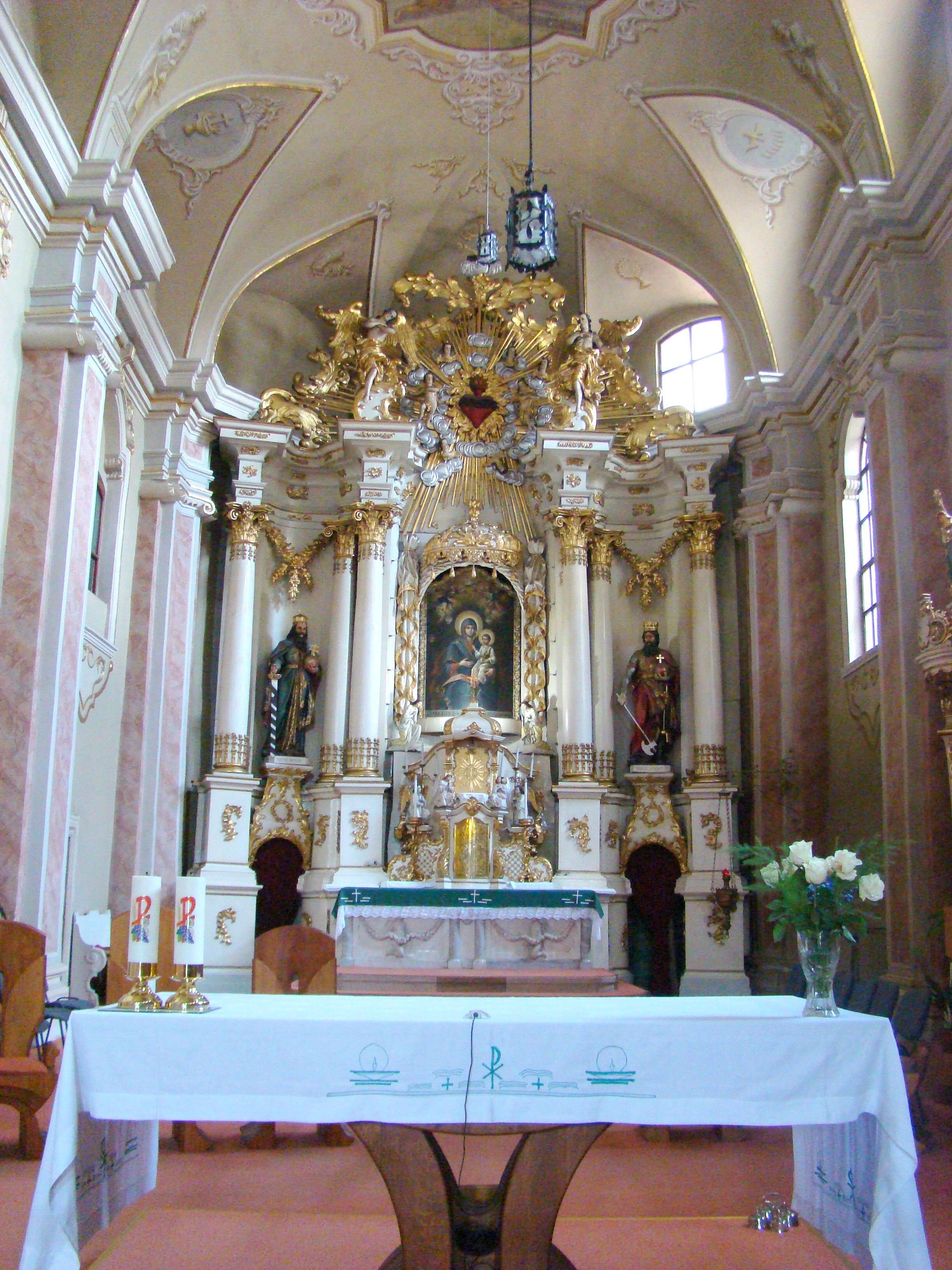
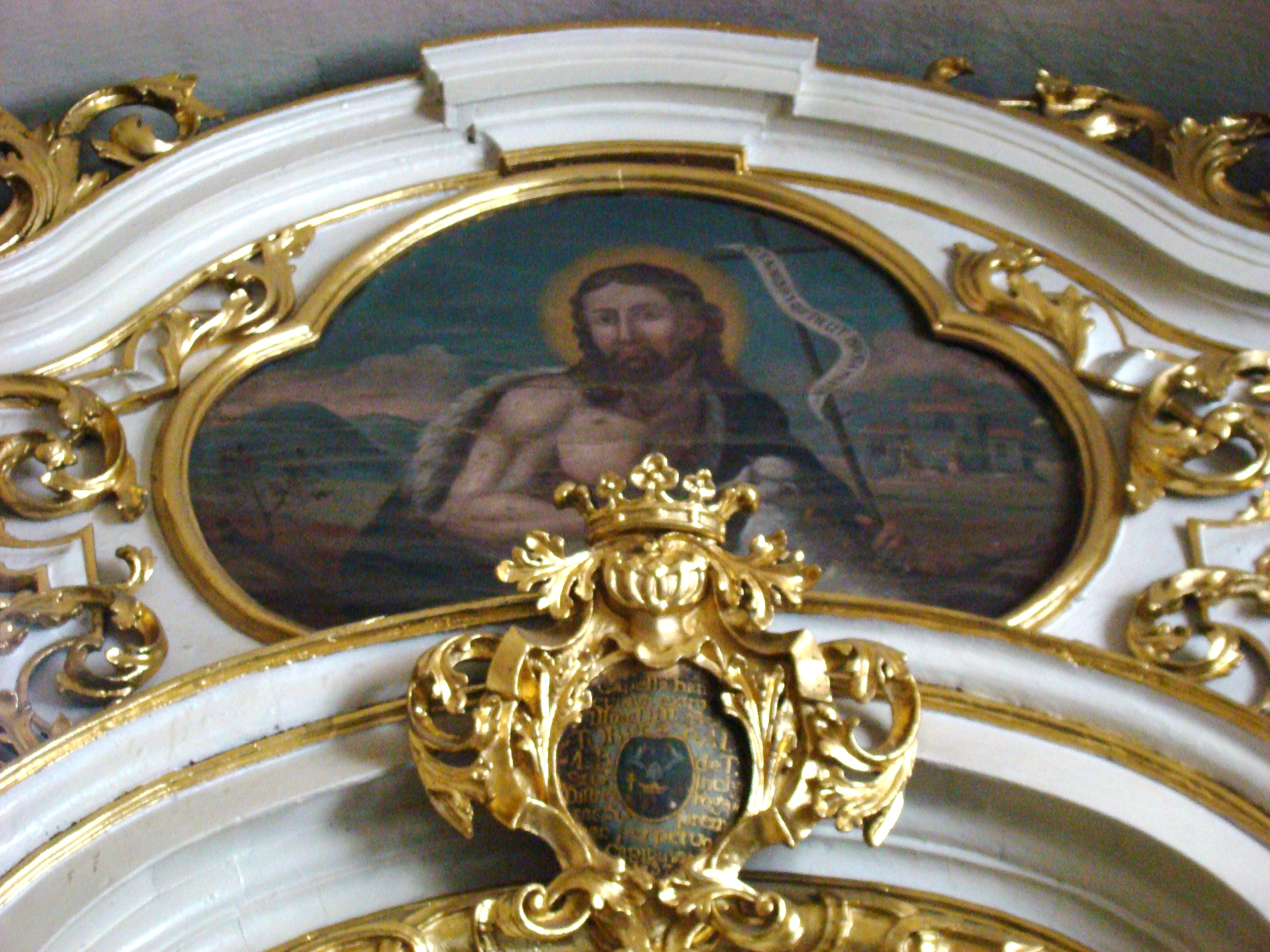
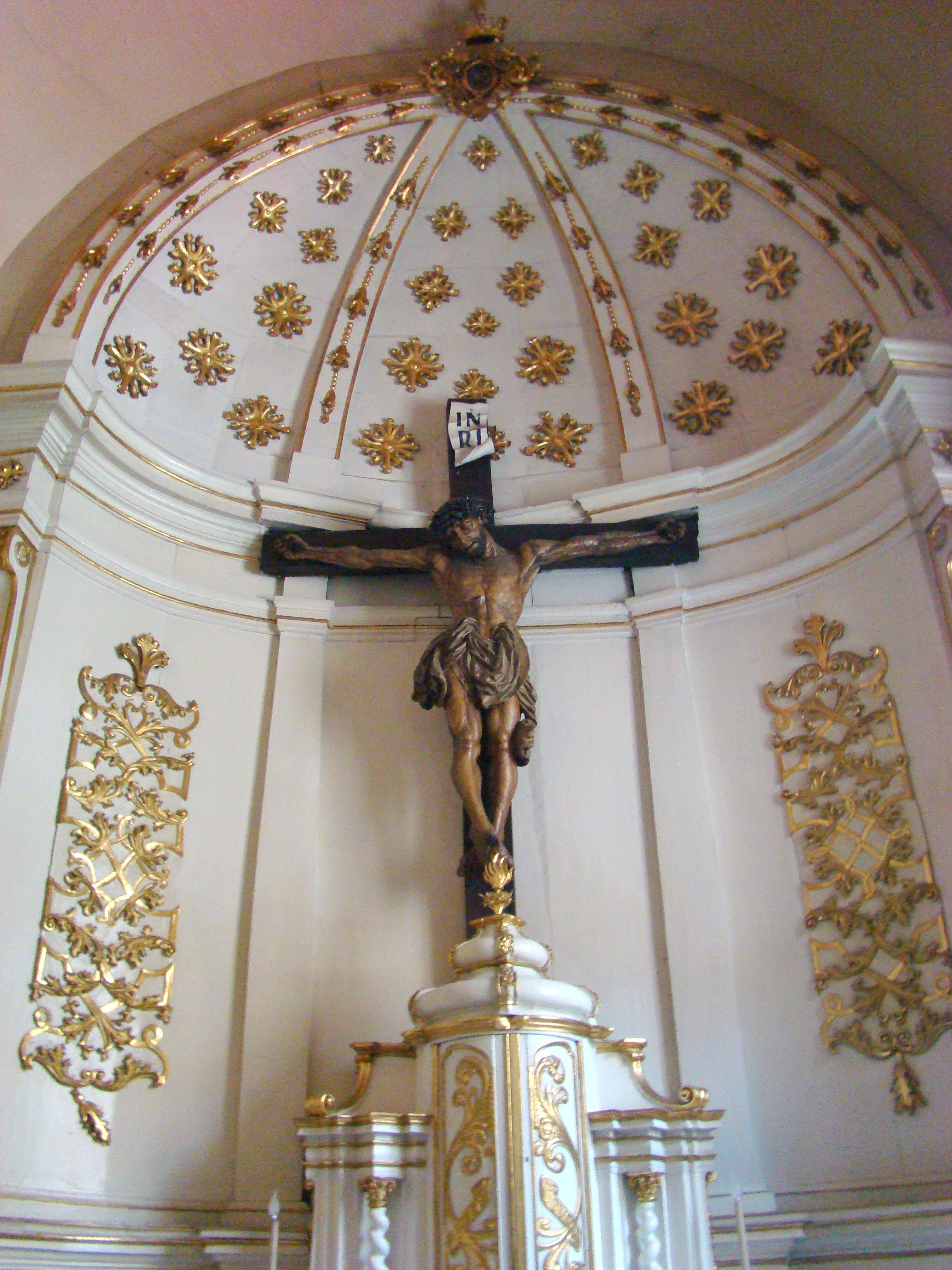
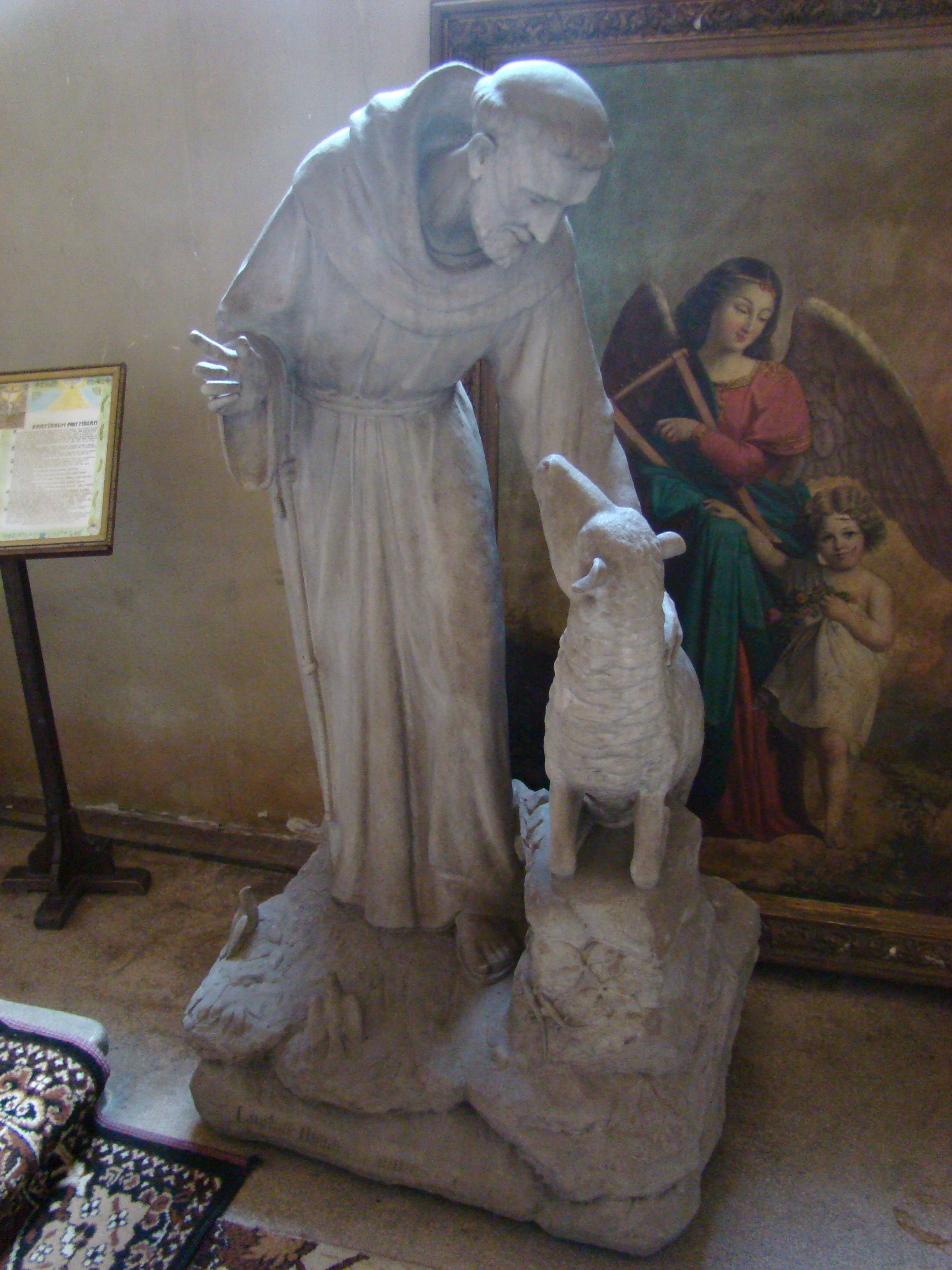
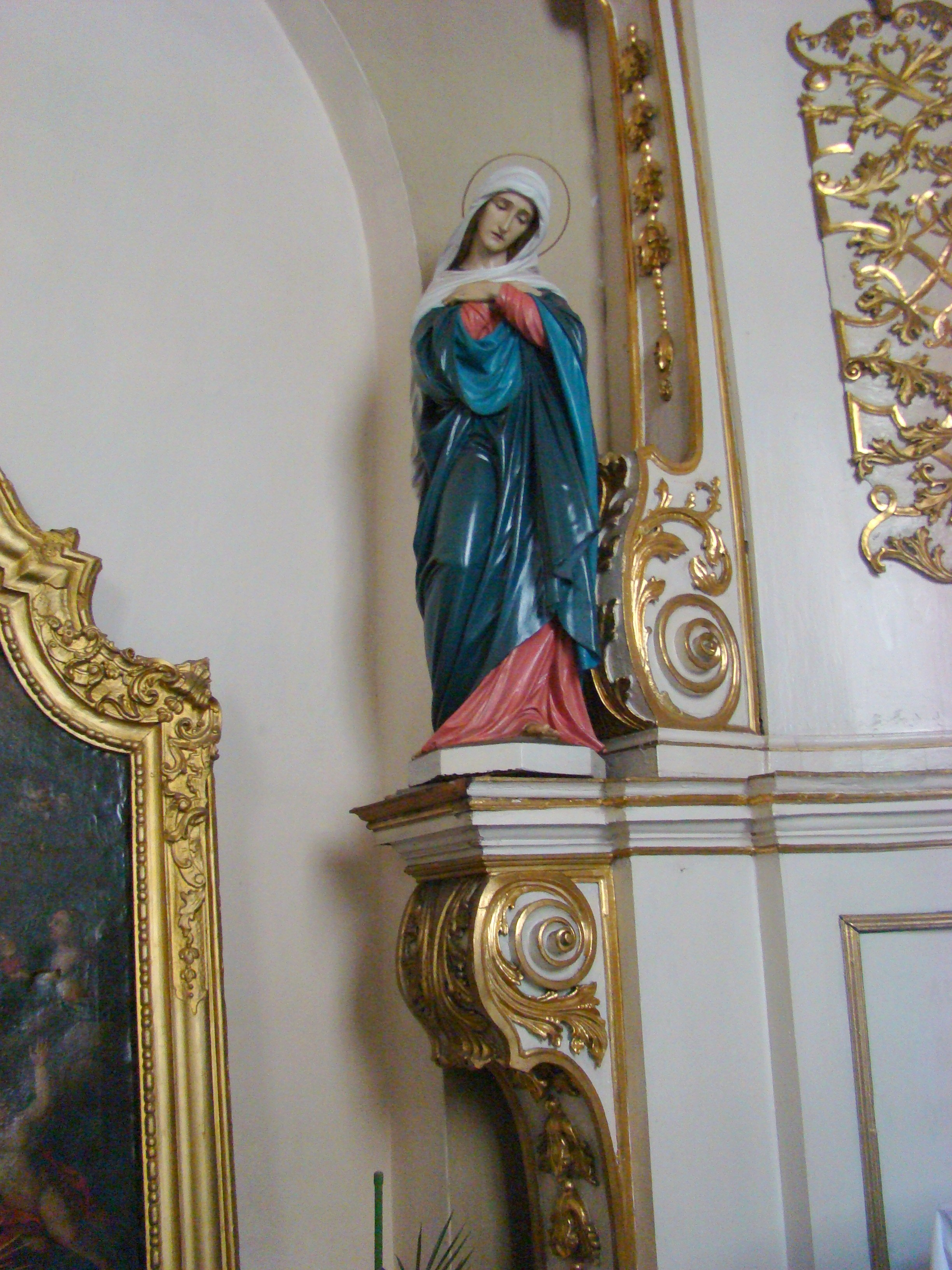
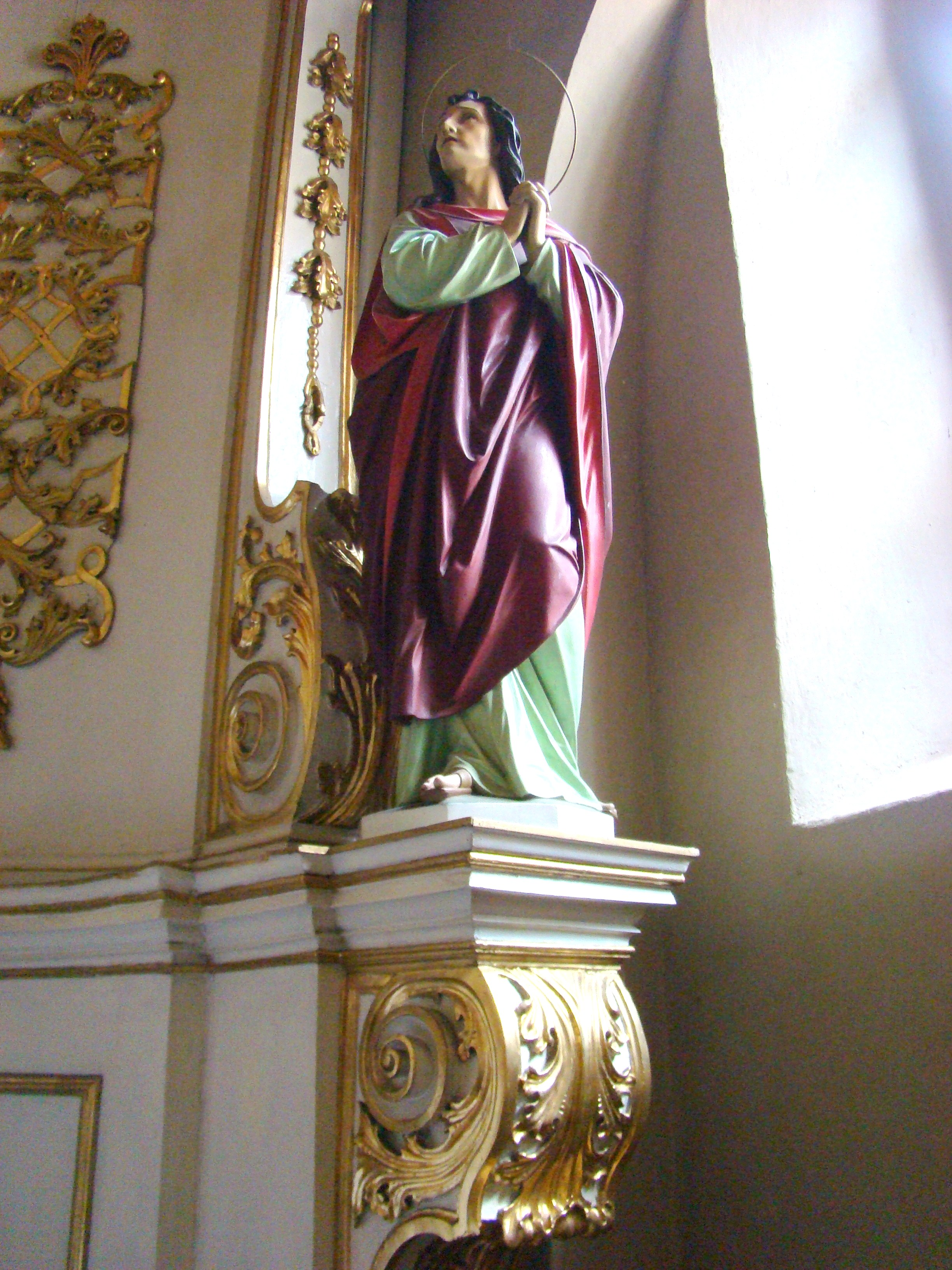
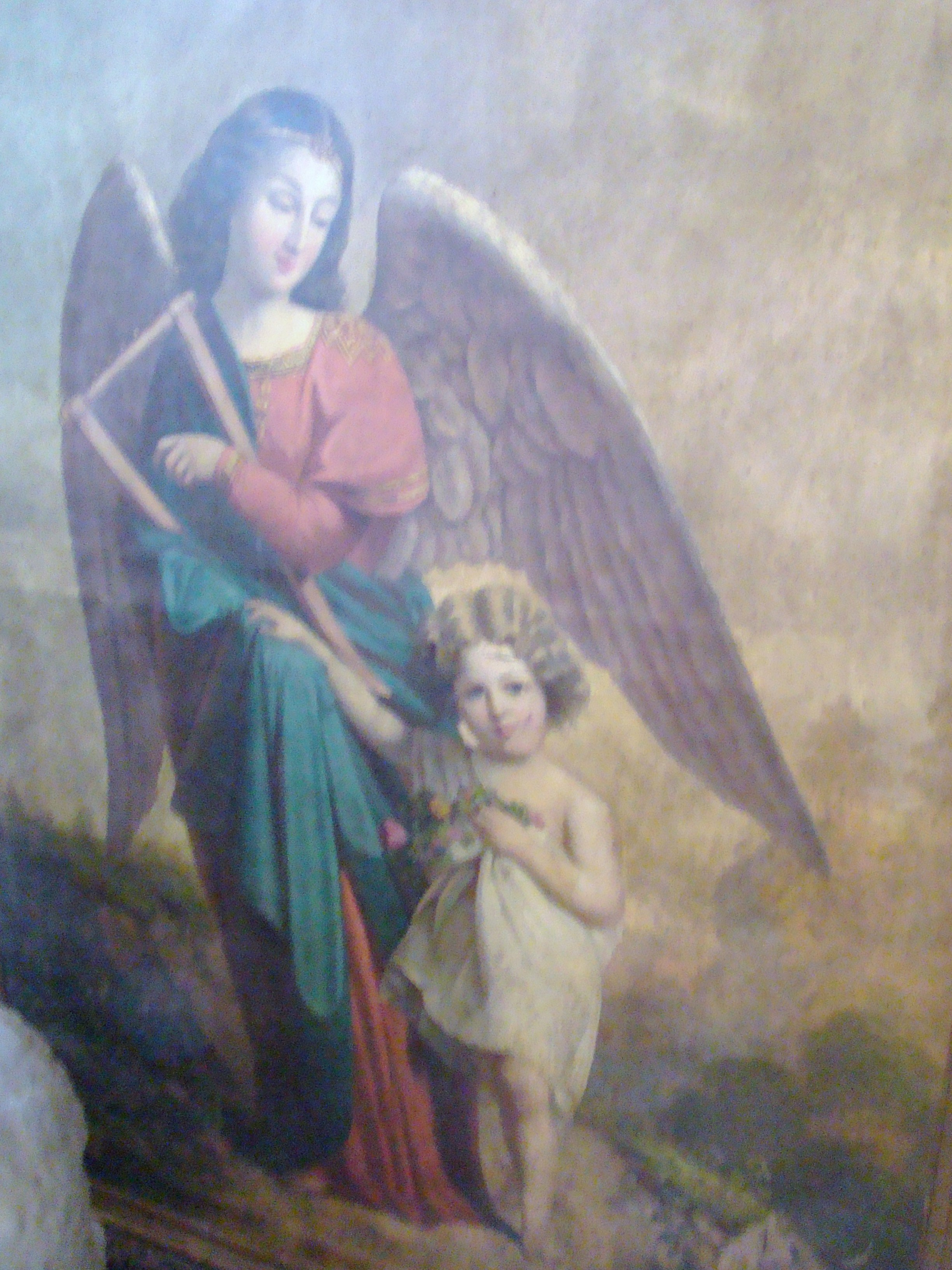
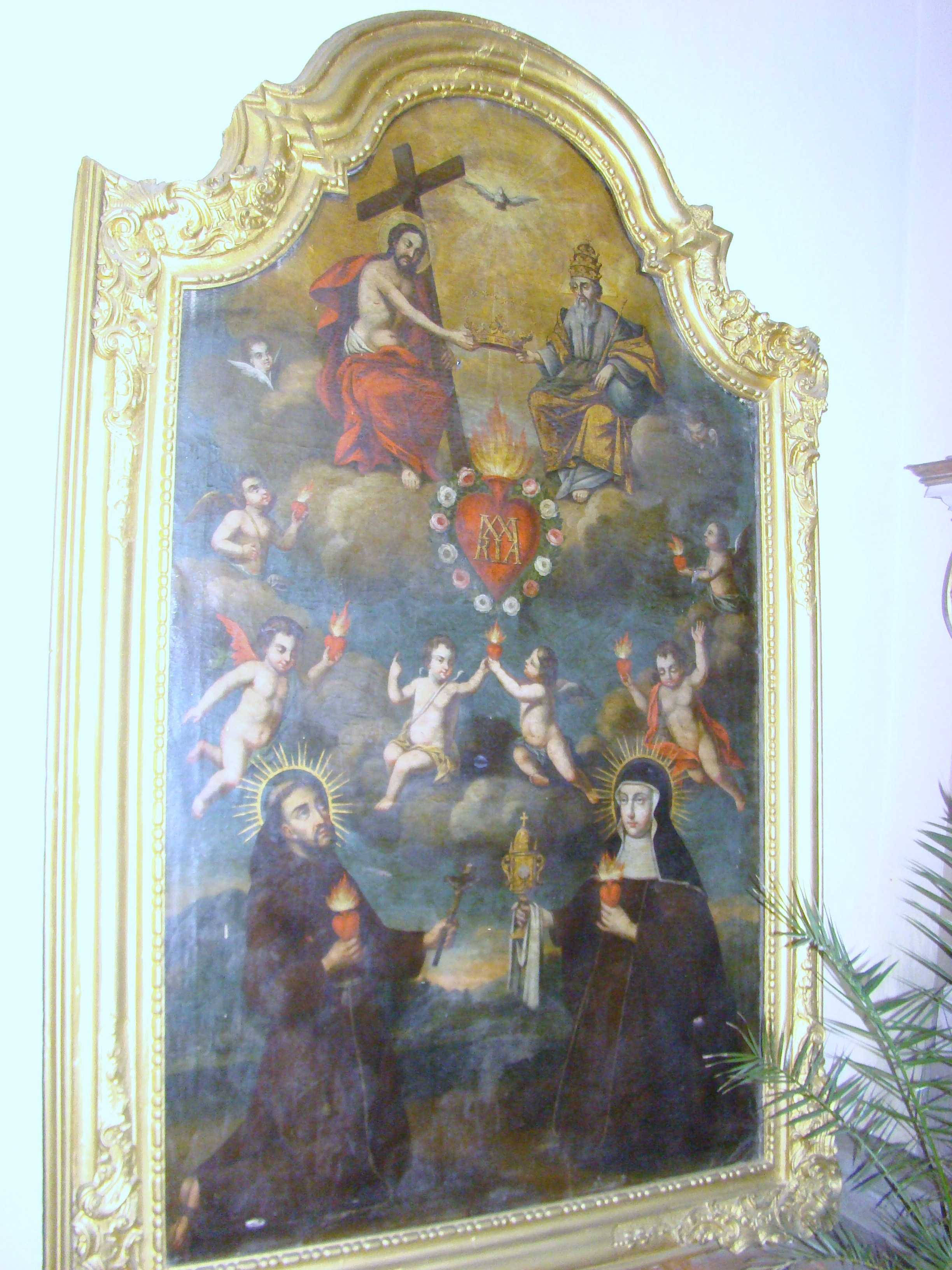
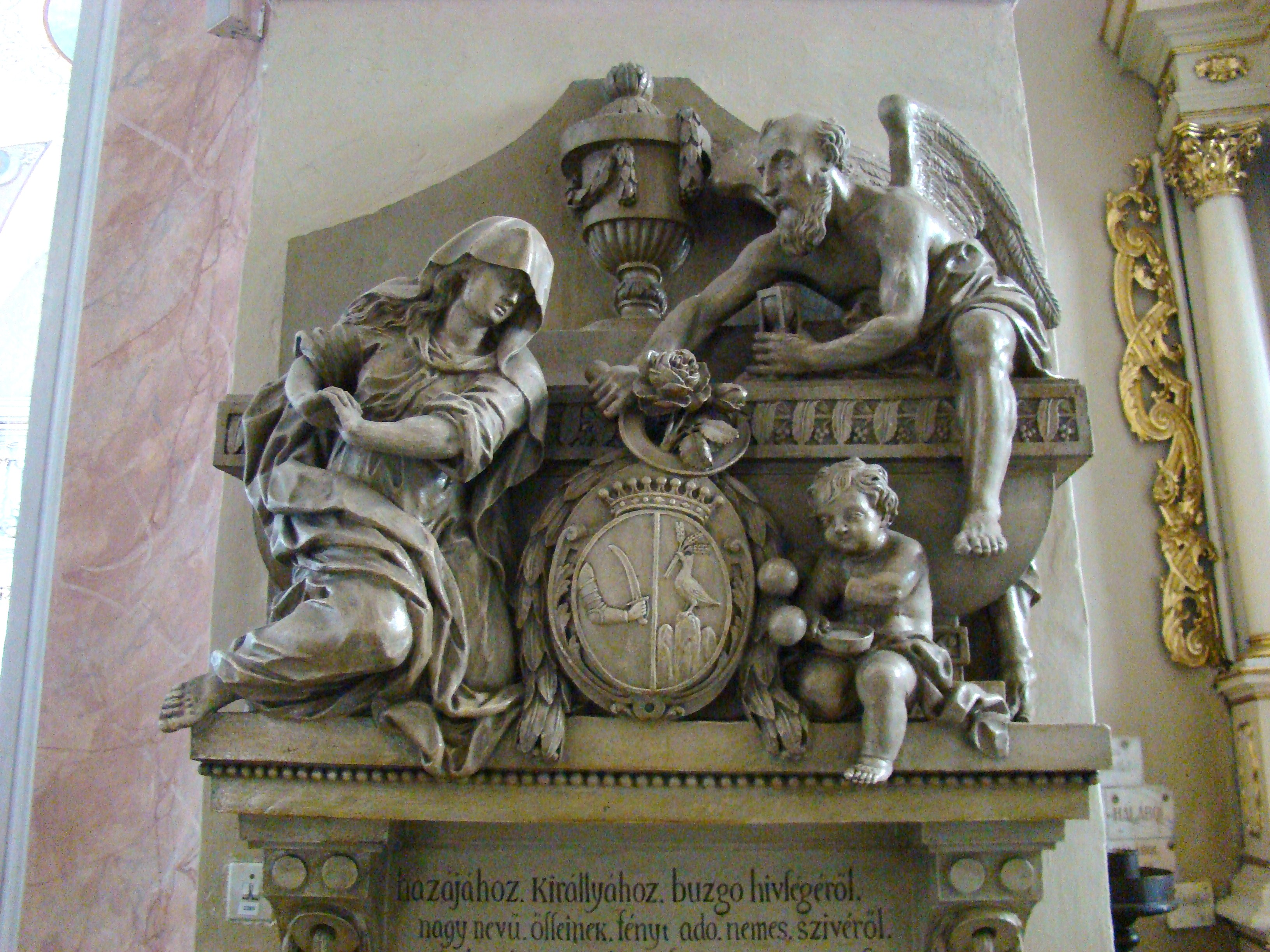
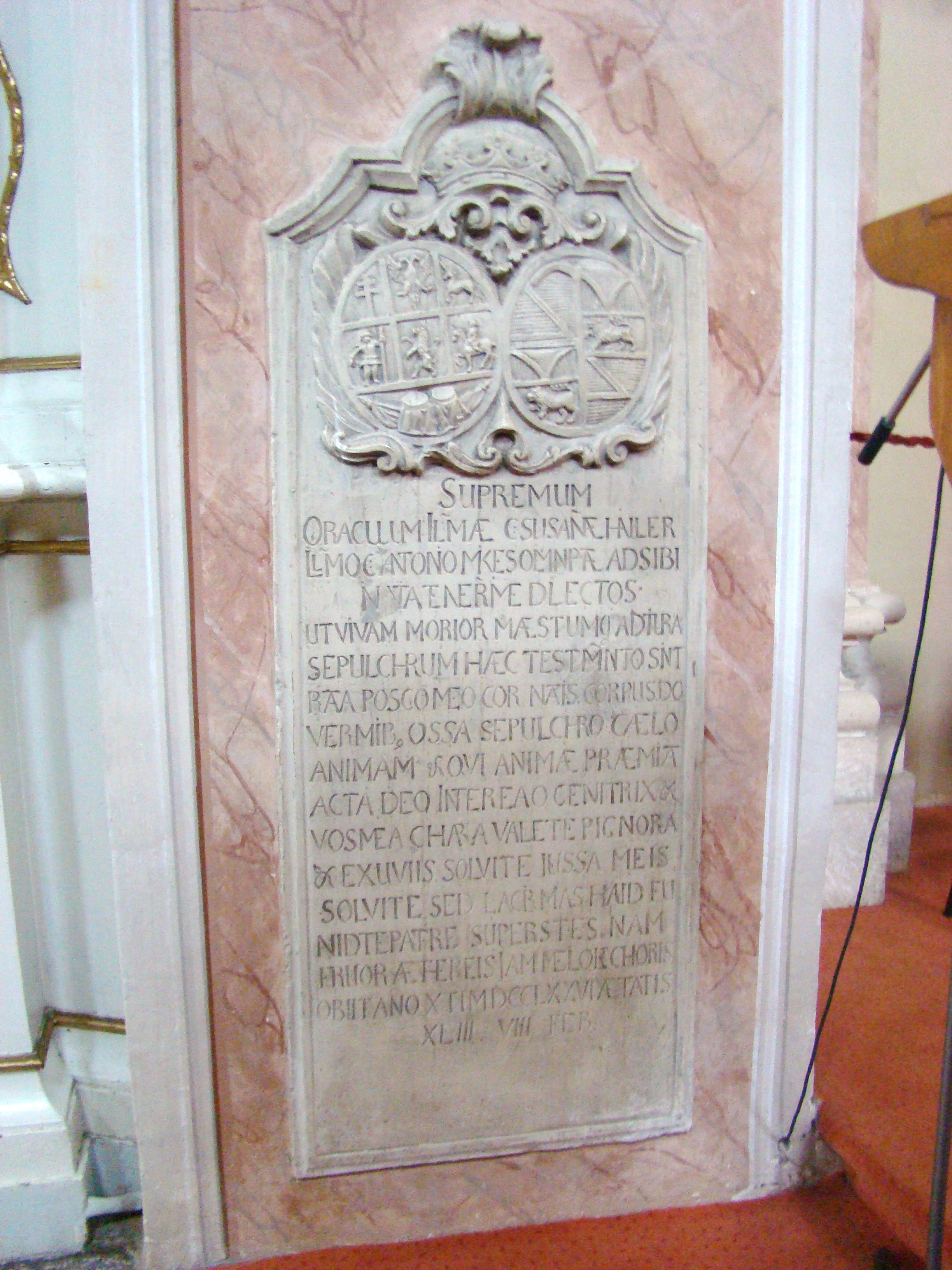
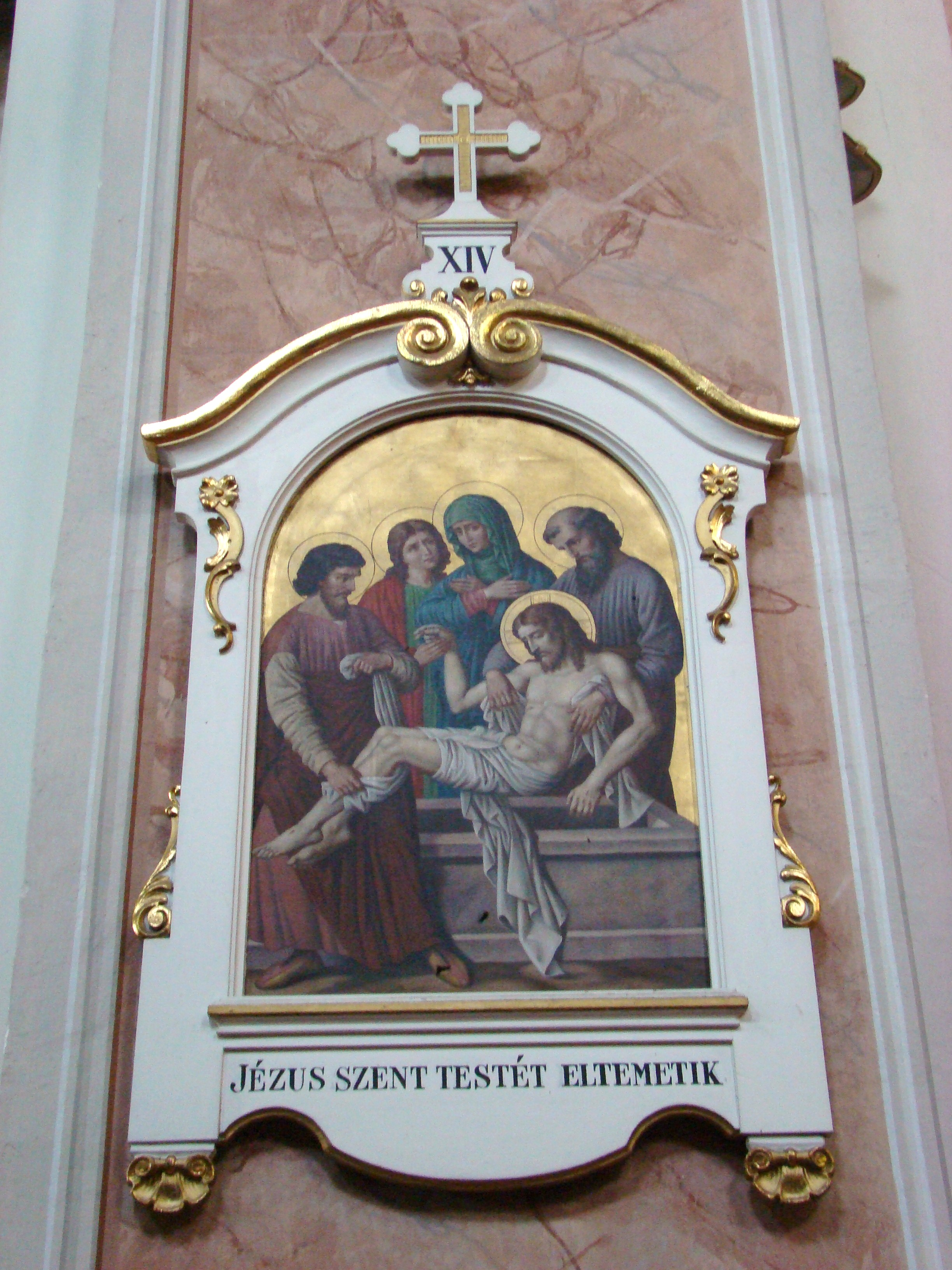
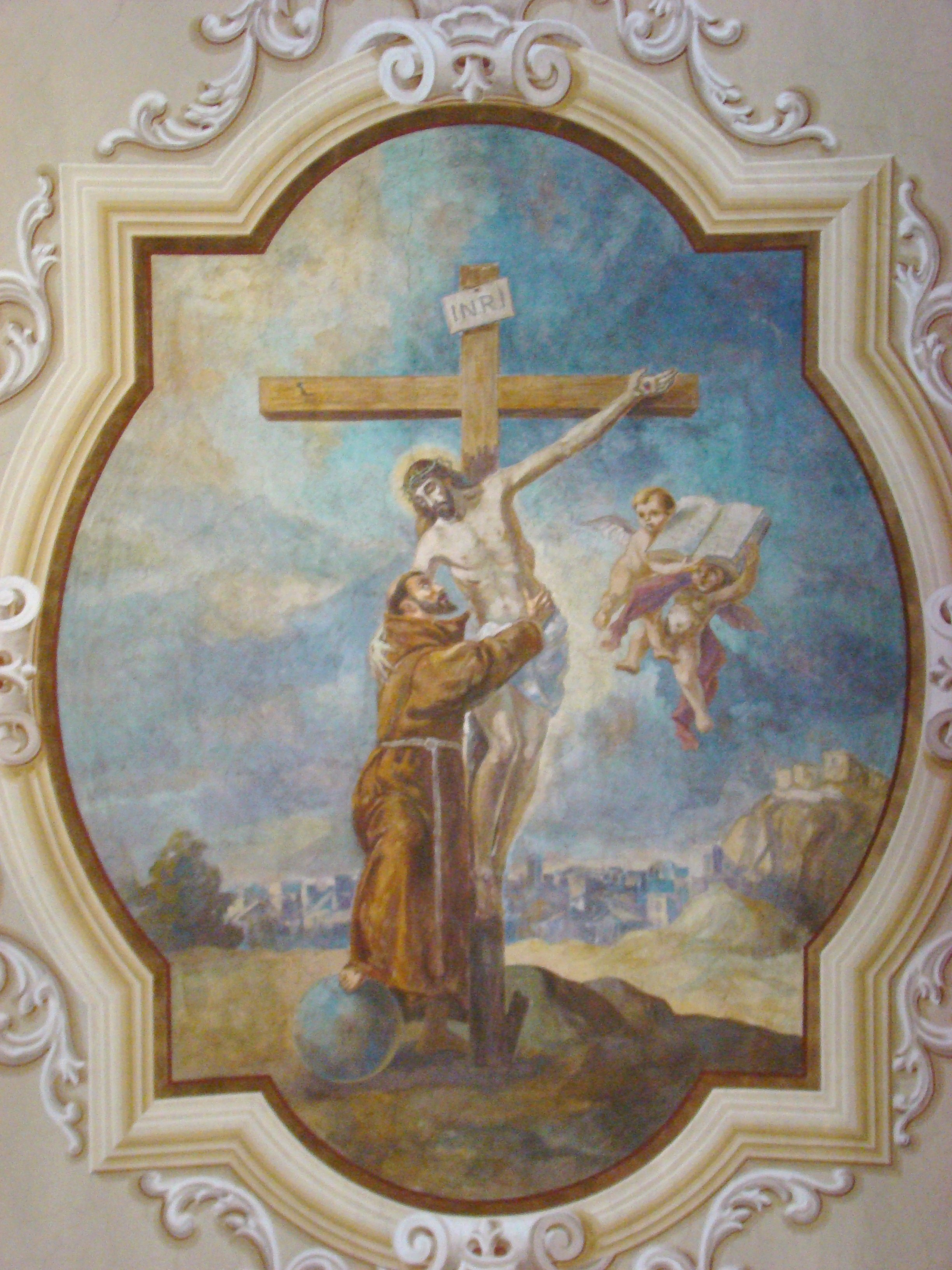
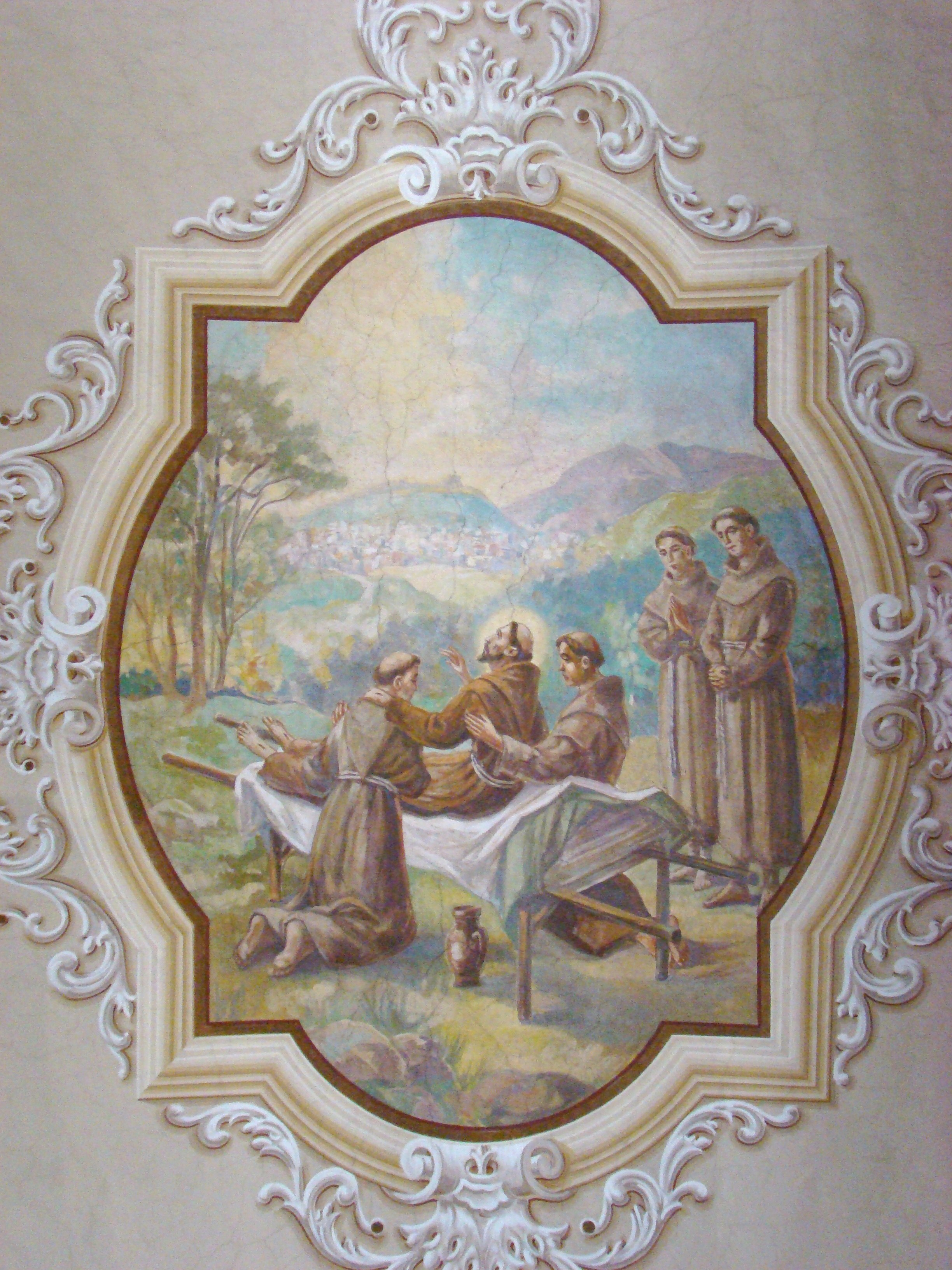
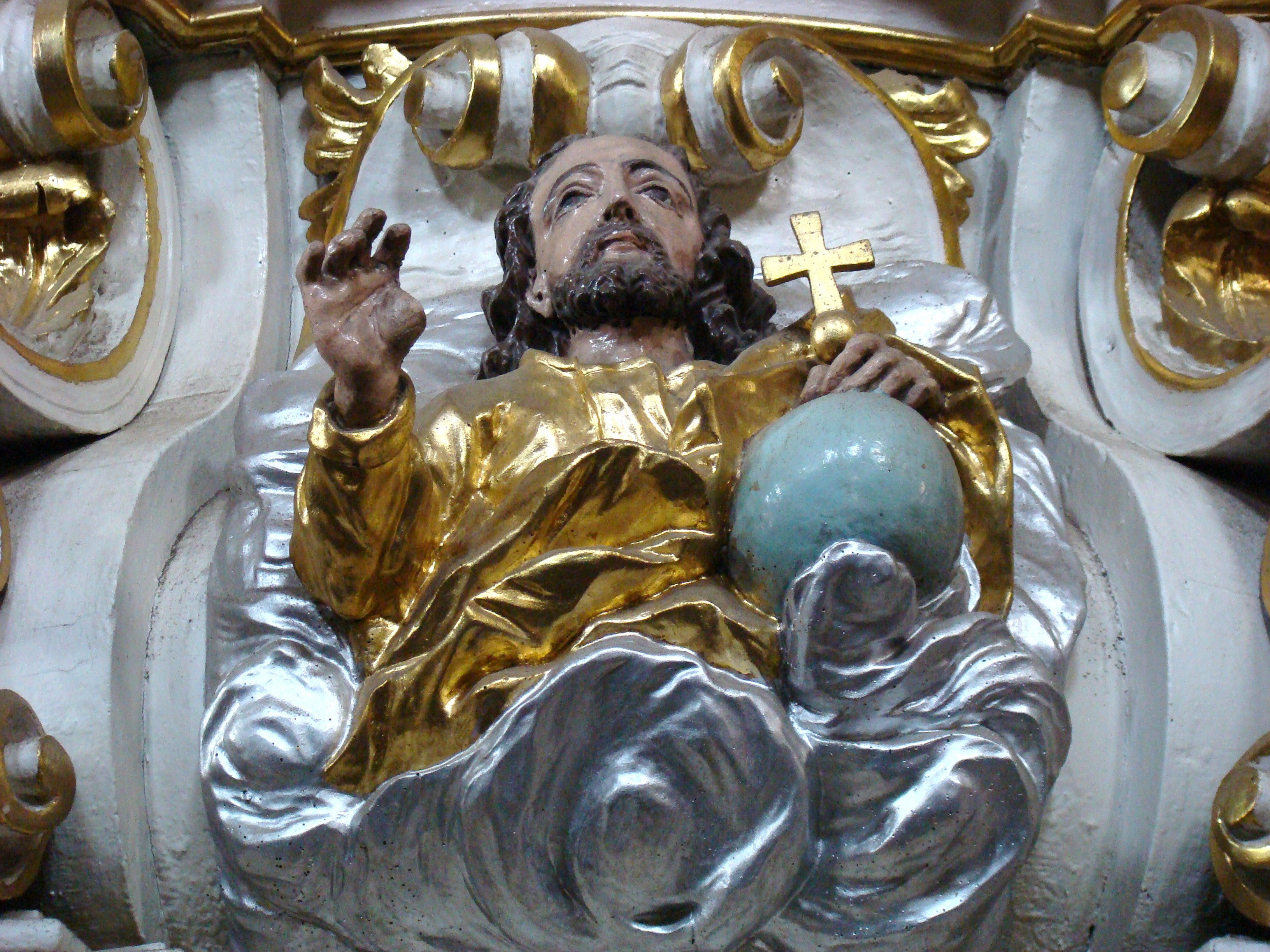
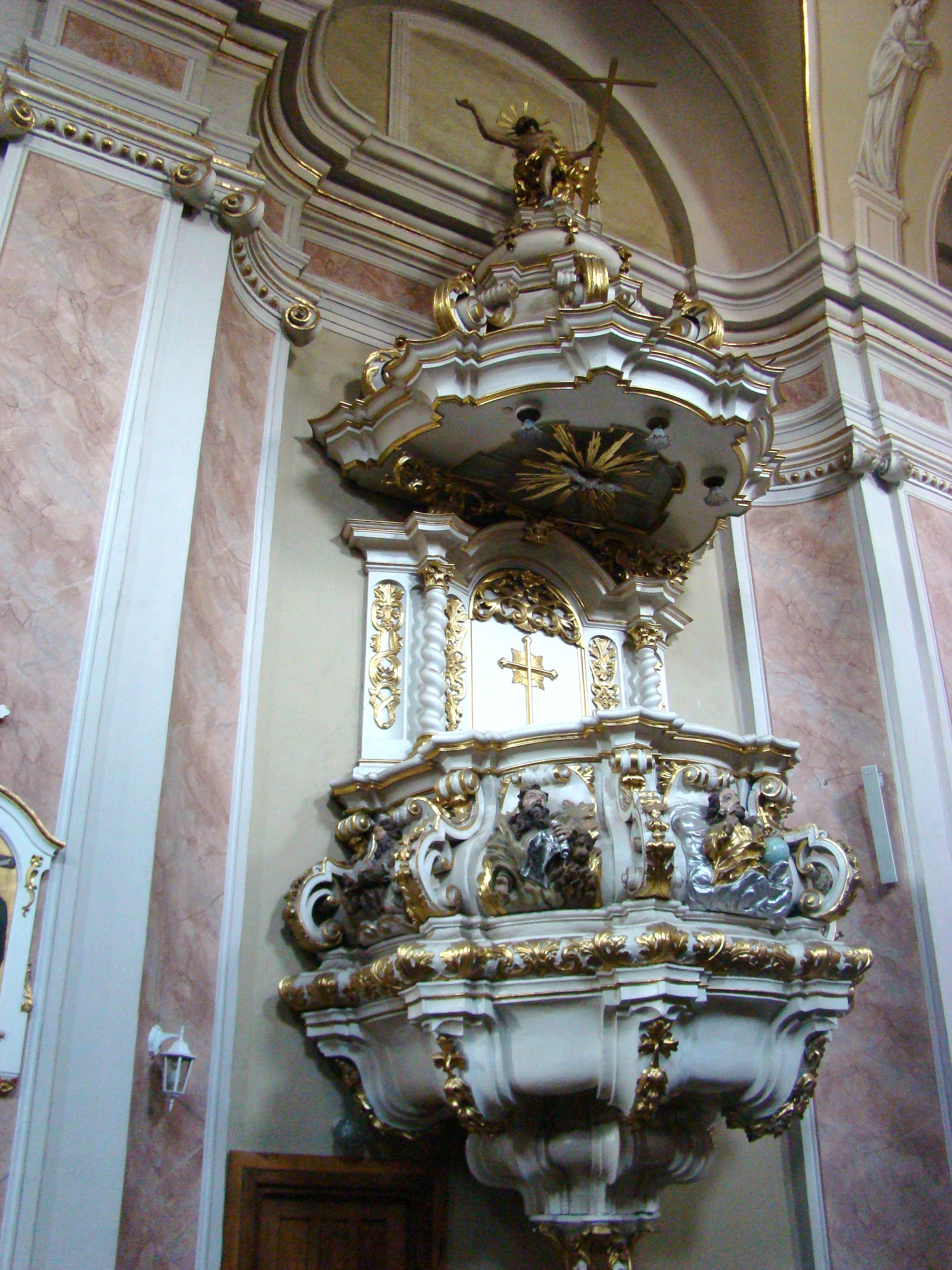
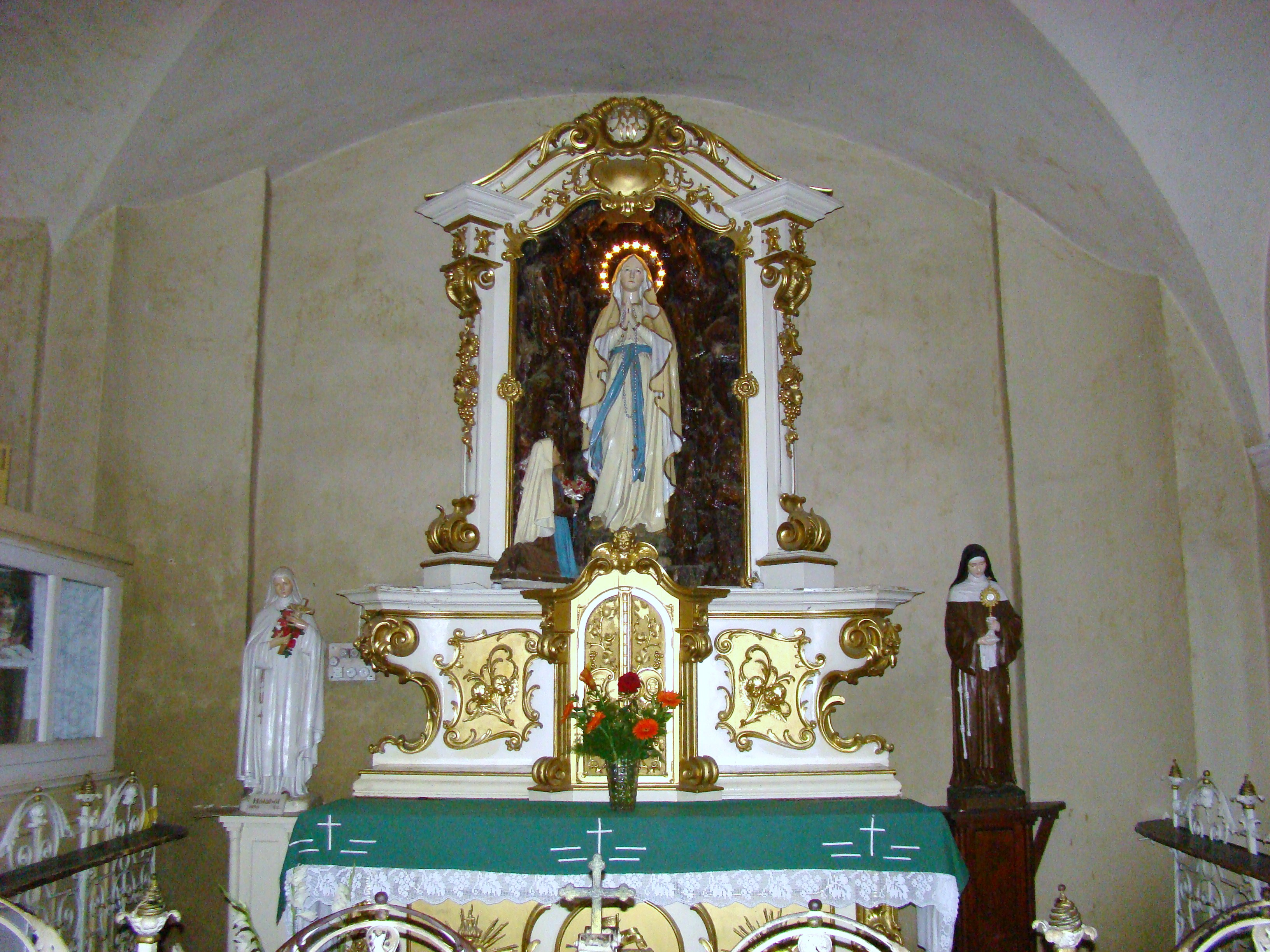
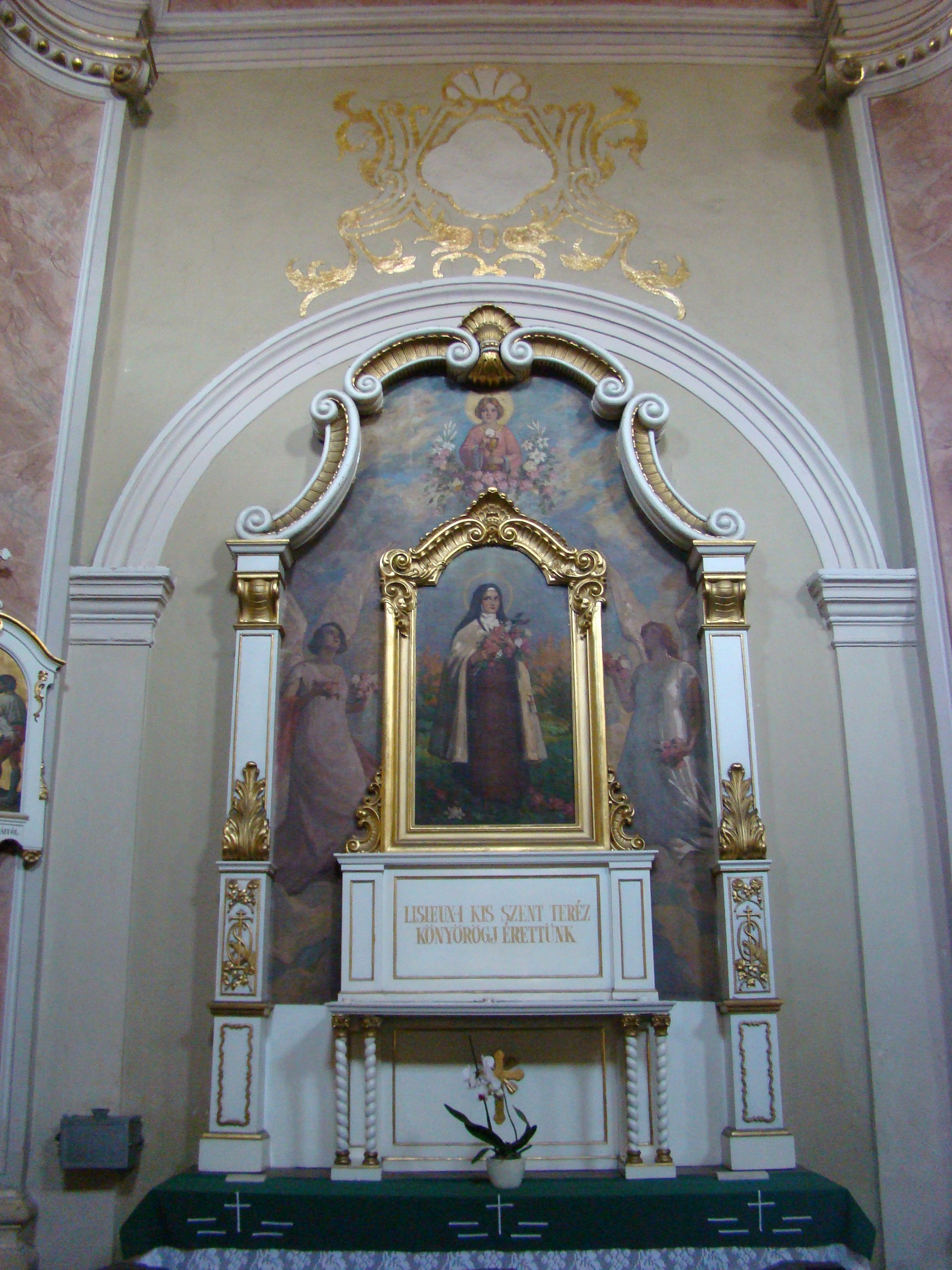
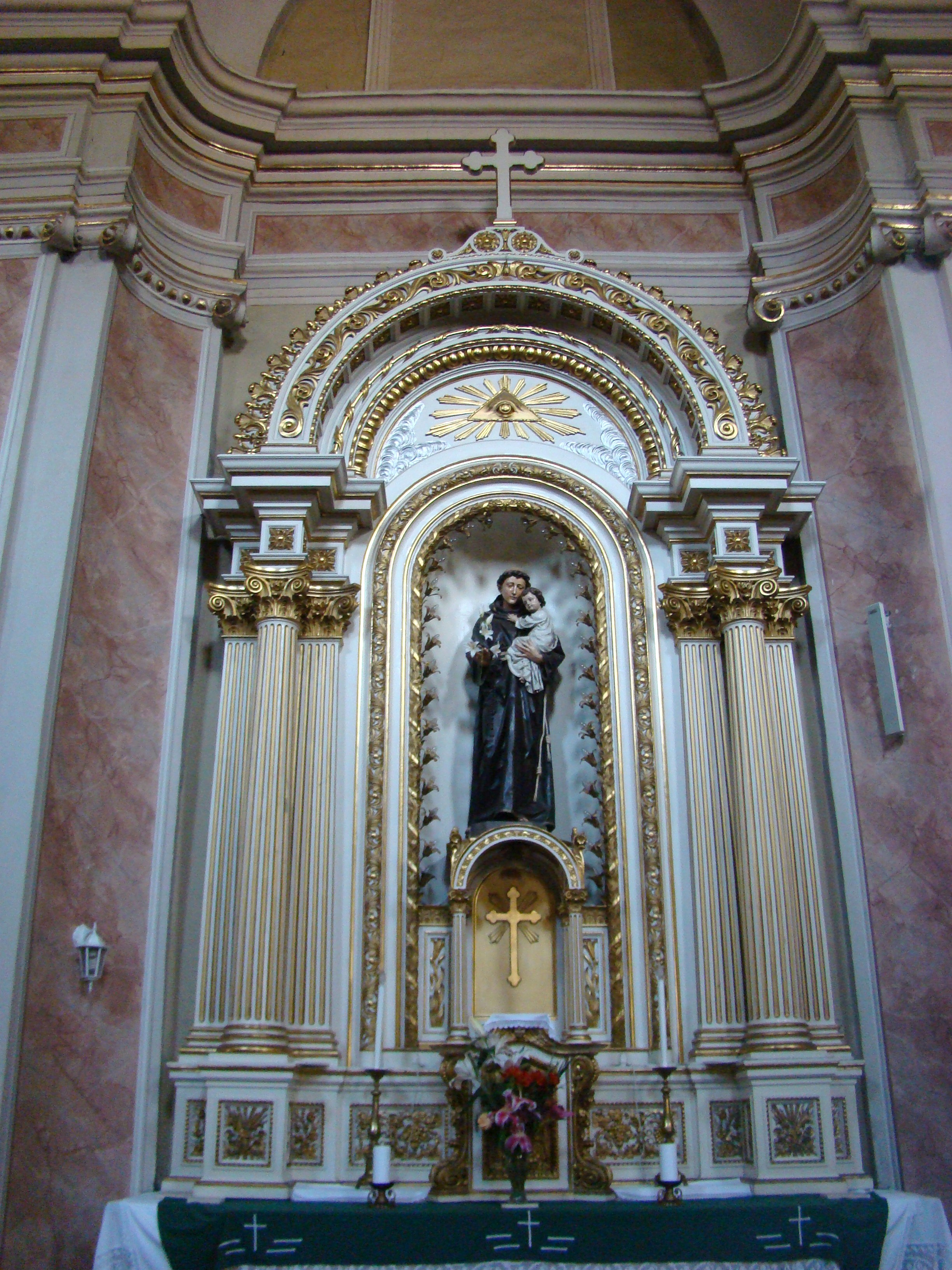
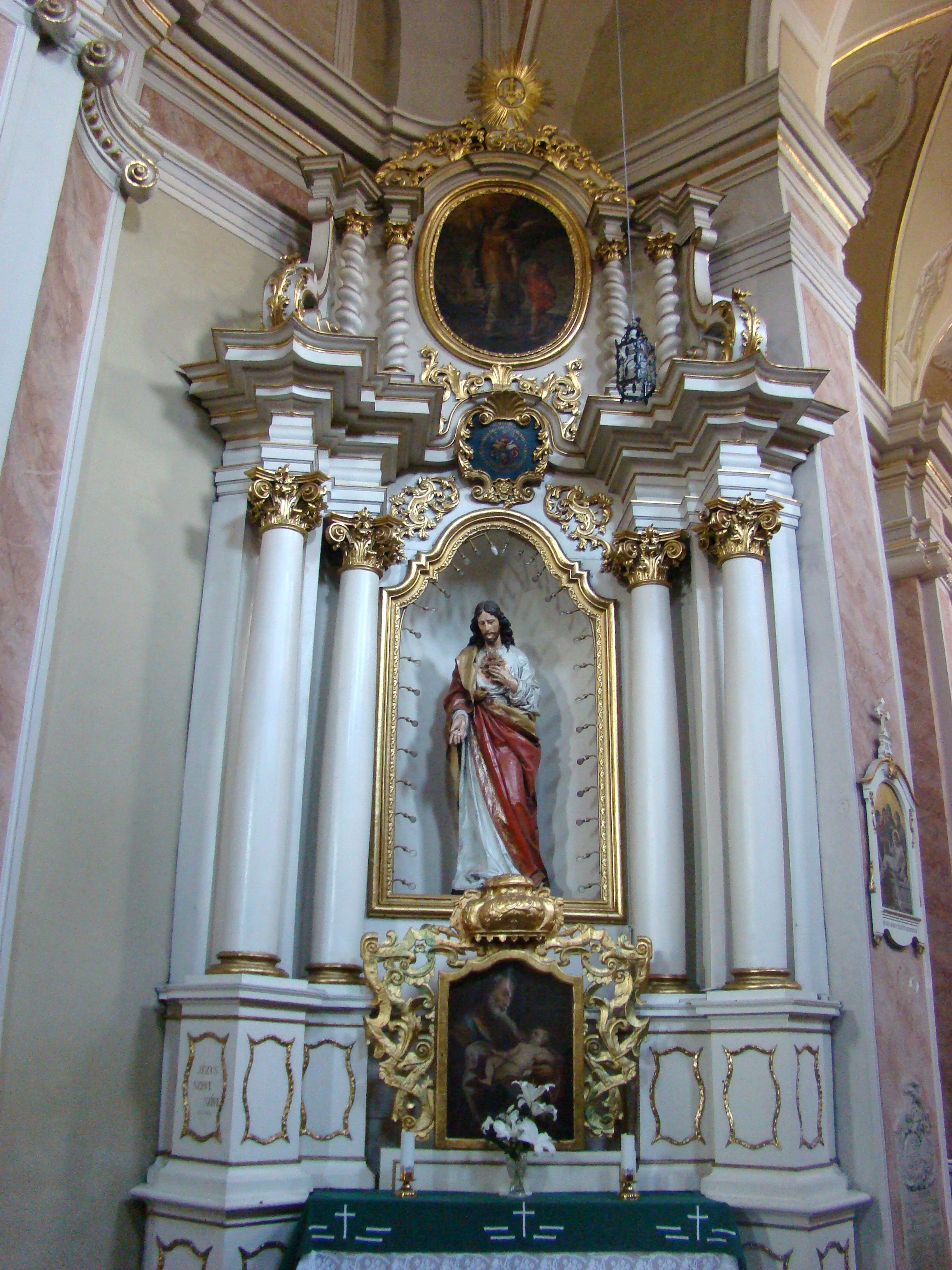
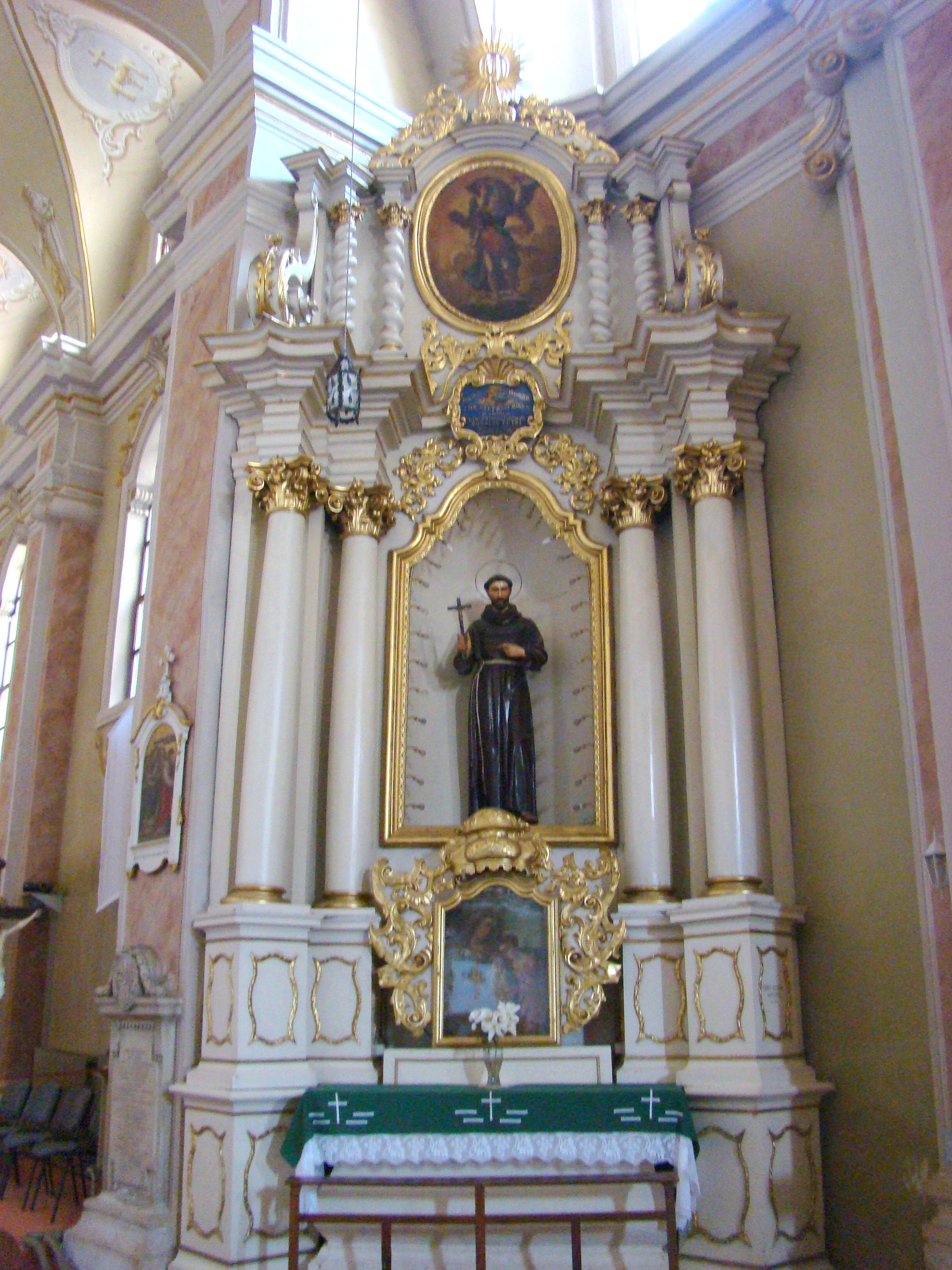
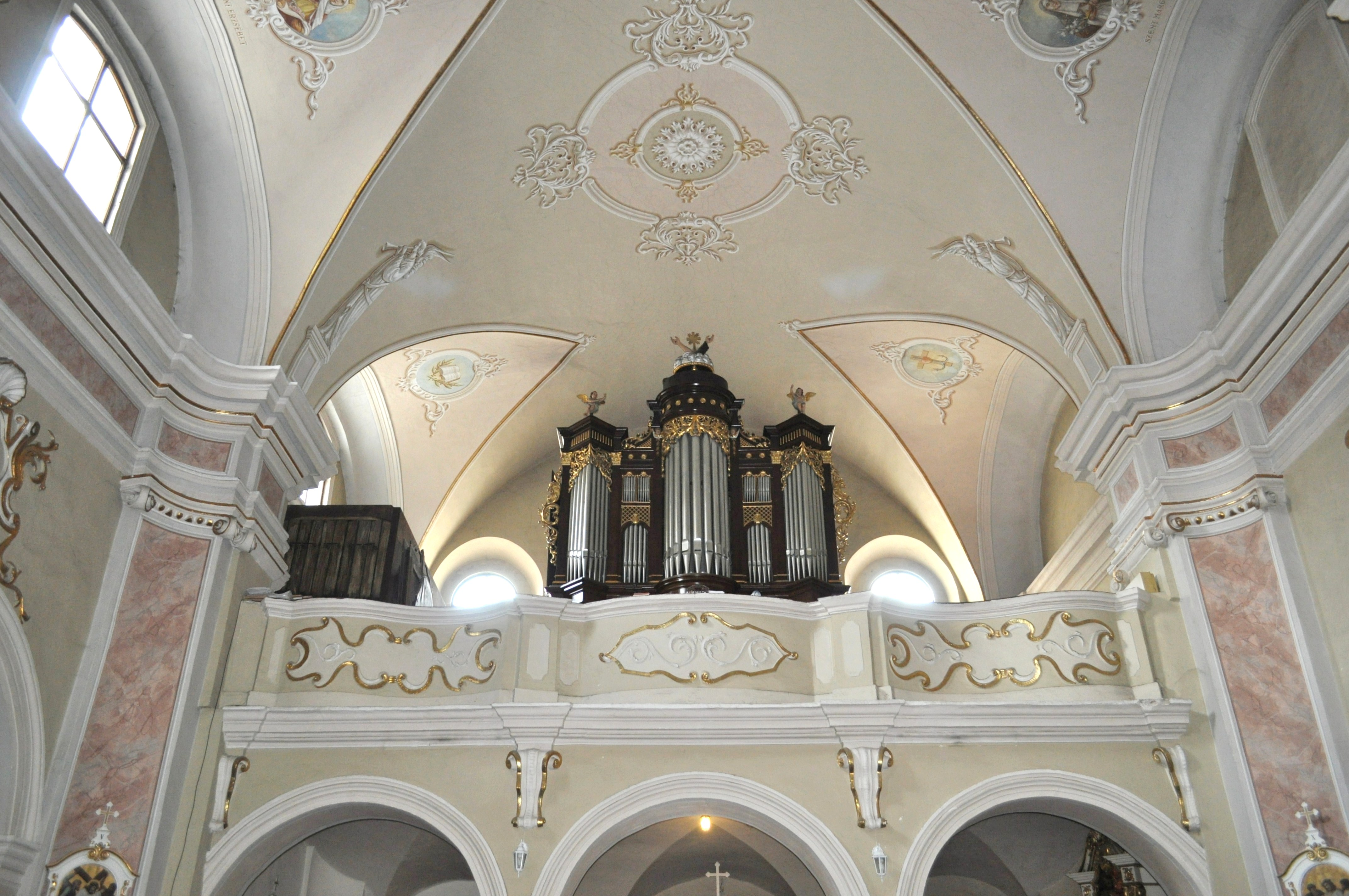
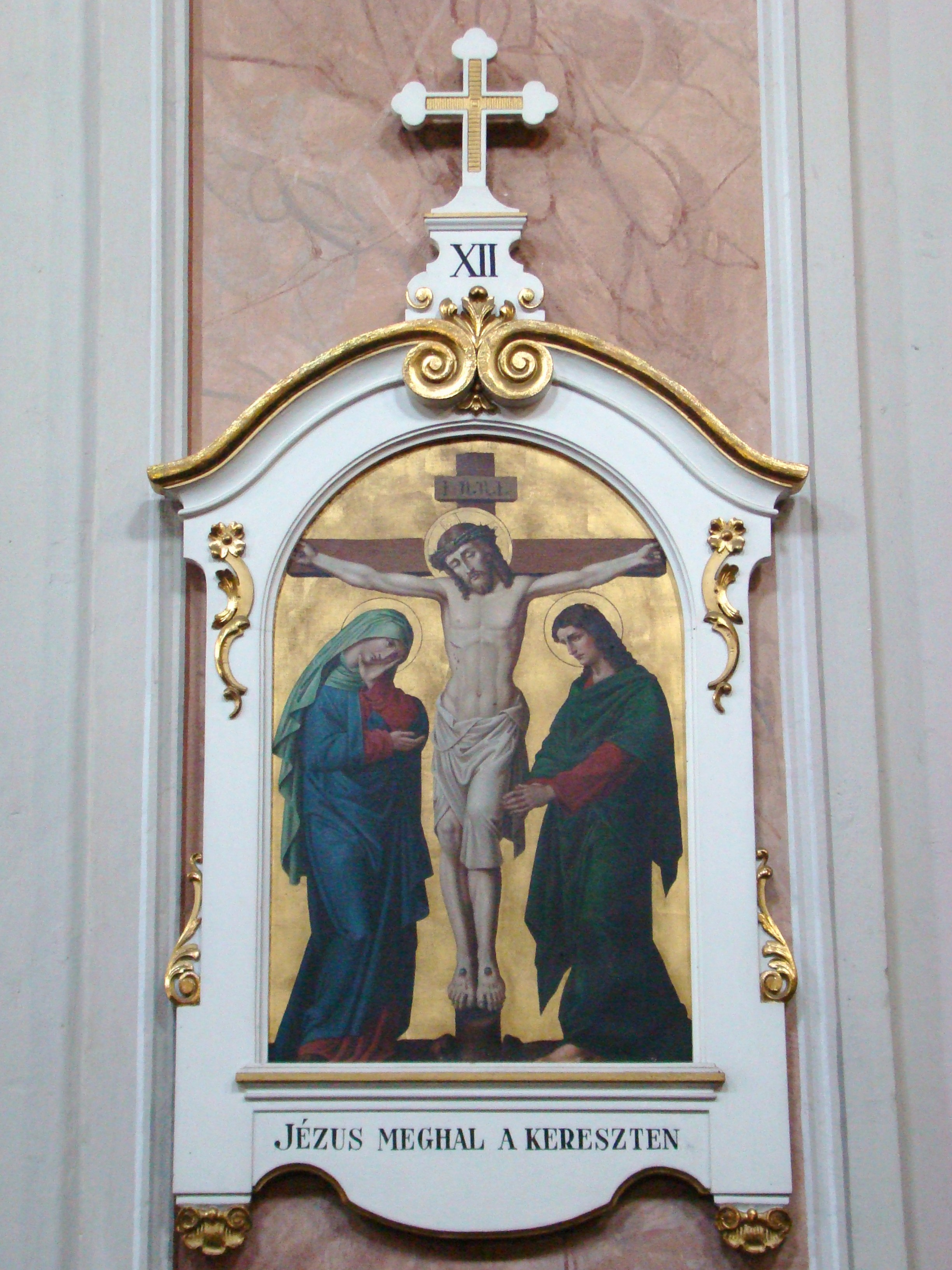